# Conseil constitutionnel (France)
Pour les autres articles nationaux ou selon les autres juridictions, voir Conseil constitutionnel.
Ne doit pas être confondu avec le Comité consultatif constitutionnel (1958).
Le Conseil constitutionnel est une institution française créée par la Constitution de la Cinquième République du 4 octobre 1958. Il se prononce notamment sur la conformité à la Constitution des lois, des traités et des règlements intérieurs des assemblées parlementaires. Il veille à la régularité des élections nationales et des référendums.

## Histoire

### Création

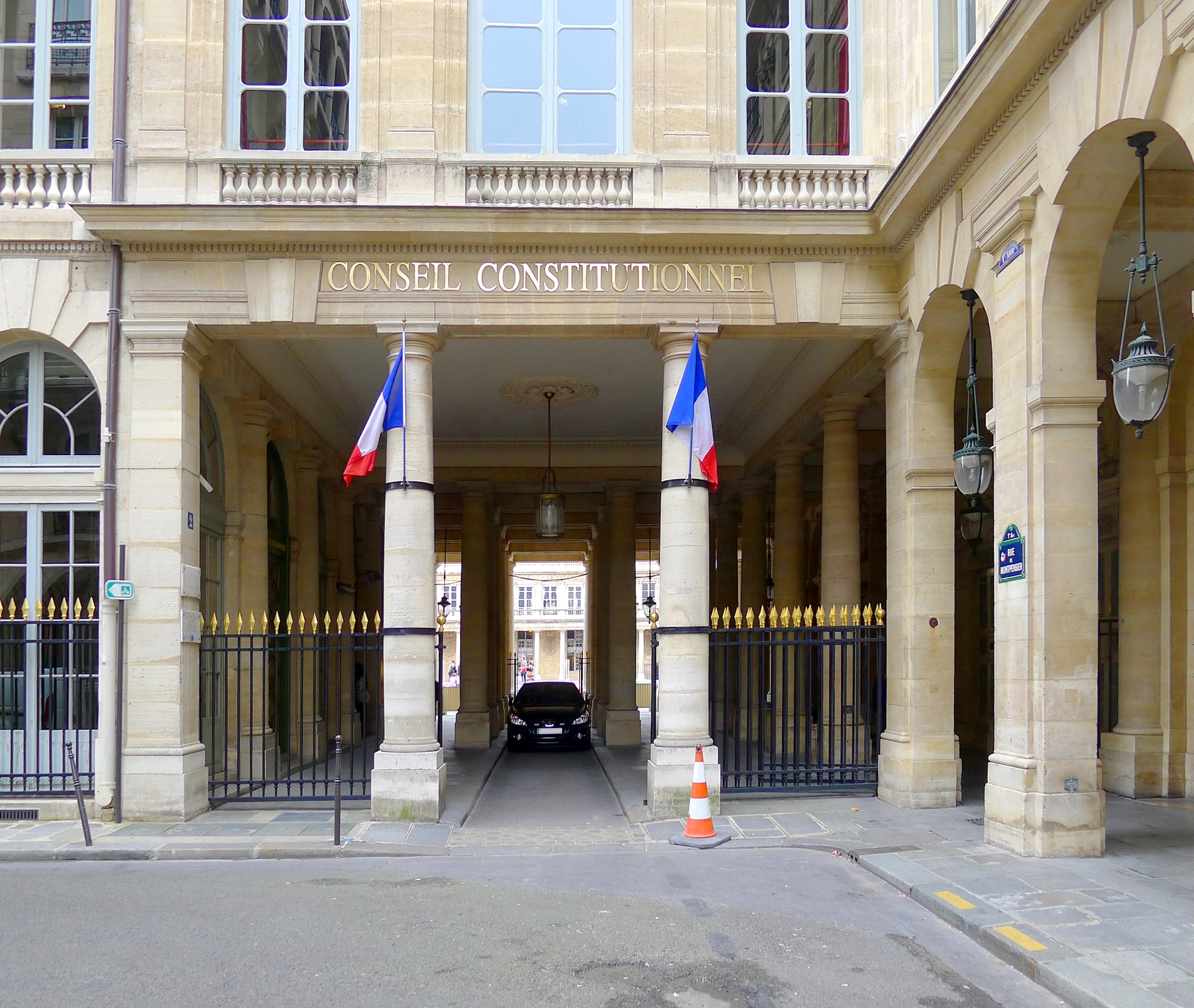
Conseil constitutionnel, 2, rue de Montpensier.

Une Commission constitutionnelle provisoire prévue par l'article 91 de la Constitution fut établie jusqu'à la mise en place du conseil constitutionnel pour assurer la transition. Elle est composée des plus hauts magistrats de l'État : le vice-président du conseil d'État, le premier président de la cour de cassation et le premier président de la cour des comptes. Sa mission se limite à être le juge électoral de l'élection présidentielle et des élections législatives de 1958. Si la première ne fut pas contestée, la seconde fut l'objet de 200 contentieux et de décisions qui influencèrent la jurisprudence concernant les scrutins.
Institution nouvelle dans l'ordre juridique français, le Conseil constitutionnel est créé par la Constitution française du 4 octobre 1958 mais n'est installé que le 5 mars 1959. Son président est alors l'ancien ambassadeur Léon Noël et deux anciens présidents de la République, Vincent Auriol et René Coty, y siègent de droit. Le général de Gaulle avait pour souci d'éviter ce qu'il considérait comme une dérive américaine aboutissant à une forme de « gouvernement des juges » : pour lui, « la [seule] cour suprême, c'est le peuple ». Michel Debré précise l'autre but : « Ce qu'il nous faut, c'est une arme contre la déviation du régime parlementaire. » Le recours au Conseil était alors restreint dans sa conception initiale aux plus hautes autorités de l'État et ses compétences se trouvaient de fait très limitées. Au fil des années, le Conseil a cependant développé une jurisprudence extensive, bénéficiant simultanément d'un élargissement de sa saisine. Le Conseil tient sa première réunion le 13 mars 1959.
Dès sa création, en raison de sa prééminence au sommet de la hiérarchie ainsi que de ses membres expérimentés, le conseil est souvent surnommé par les médias « Les Sages »,,, « Conseil des Sages » ou « Les Sages de la République »,. Si l'origine de cette qualification demeure incertaine, elle évoque notamment l'Antiquité par les Sept sages de Grèce. La première mention érigeant les conseillers constitutionnels en « Sages » est attribuée à François Borella dans son commentaire sur le projet de Constitution de 1958.
Le Conseil constitutionnel est un organe sans précédent dans l'histoire constitutionnelle française ; en effet, les républiques parlementaires n'avaient jamais accepté la création d'organes juridictionnels susceptibles de faire échec aux assemblées parlementaires, perpétuant ainsi la méfiance des révolutionnaires de 1789 à l'égard des juridictions d'Ancien Régime, et surtout le dogme de la souveraineté parlementaire. Précisément, les constituants de 1958 attendent du Conseil qu'il contienne le Parlement dans son domaine législatif borné principalement par l'article 34. Durant environ une décennie, le Conseil se cantonne effectivement dans ce rôle ; mais à partir du début des années 1970, sous la direction de Gaston Palewski, il se transforme en un authentique juge constitutionnel et en protecteur des droits fondamentaux. Le Conseil constitutionnel monte en puissance à partir des années 1970, avec sa décision Liberté d'association du 16 juillet 1971. Avec cette décision, pour la première fois, le Conseil constitutionnel décide de censurer certaines des dispositions d'une loi (loi, dite Marcellin tendant à réformer la liberté d'association) car elle déroge à l'un des principes fondamentaux reconnus par les lois de la République mentionnés par le préambule de la Constitution de 1946,.

Logo du Conseil constitutionnel entre 2008 et 2016.

### Saisine élargie par la loi constitutionnelle de 1974
La saisine du Conseil pour les lois ordinaires, initialement réservée aux président de la République, Premier ministre, ou président de l'une ou l'autre assemblée, est élargie avec la loi constitutionnelle du 29 octobre 1974, à soixante députés ou soixante sénateurs ; cet élargissement de la saisine aux parlementaires s'applique également aux engagements internationaux par la loi constitutionnelle du 25 juin 1992. La saisine par le simple citoyen est évoquée pour la première fois le 14 juillet 1989 par le président de la République François Mitterrand. En 1985, le Conseil explique que « la loi votée n'exprime la volonté générale que dans le respect de la Constitution », ce qui engendre un débat sur le rôle du conseil, simple juge scrupuleux du respect de la constitution ou contournement politique de la volonté du peuple questionne le juriste Pierre Brunet. Selon Alain Delcamp, « le Conseil constitutionnel constitue bien aujourd'hui, au sein des institutions de notre République, un rouage essentiel de l’équilibre des pouvoirs » et « ne confisque nullement le pouvoir du peuple souverain » mais se borne seulement à « censurer une incompétence qui a consisté à vouloir prescrire en la forme législative ce qui n’aurait pu l’être qu’en forme de révision constitutionnelle ». Il devient un contre-pouvoir face aux majorités de gauche et de droite, notamment en 1981 contre les nationalisations voulues par Pierre Joxe ou en 1993 contre les lois Pasqua-Debré, Joxe, alors président du groupe socialiste de l’Assemblée nationale, déclarant « Nous, nous représentons le peuple, eux représentent des hommes politiques, des majorités d’autrefois », Pasqua jugeant la censure de ses lois sur l'immigration « très mauvaise pour l'intérêt national ».

### Échec de la réforme de 1990-1993
Cependant, le projet de loi constitutionnelle no 1203 portant révision des articles 61, 62 et 63 de la Constitution et instituant un contrôle de constitutionnalité des lois par voie d'exception, déposé à l'Assemblée nationale le 30 mars 1990, est repoussé au Sénat. Repris dans les travaux du comité Vedel en février 1993, ce principe est proposé au Parlement en mars 1993, mais non repris par la nouvelle majorité parlementaire de droite. Il est finalement repris par le comité Balladur en 2008 et transposé dans la Constitution avec la loi constitutionnelle du 23 juillet 2008. Le nouvel article 61-1 de la Constitution remplit un triple objectif :
- purger l'ordre juridique des dispositions inconstitutionnelles ;
- permettre aux citoyens de faire valoir les droits qu'ils tiennent de la Constitution, et surtout de son préambule ;
- assurer la prééminence de la Constitution dans l'ordre juridique interne.

### Loi constitutionnelle de 2008
À la suite de la loi constitutionnelle du 23 juillet 2008, le Conseil constitutionnel est chargé de trancher les questions prioritaires de constitutionnalité (QPC). Les premières décisions rendues en matière de questions prioritaires de constitutionnalité l'ont été en mai 2010.

## Composition

### Membres

#### Nomination
Le Conseil constitutionnel français est composé de neuf membres nommés pour un mandat unique de neuf ans et renouvelés par tiers tous les trois ans, auxquels il faut ajouter les anciens présidents de la République qui sont membres de droit. Les membres sont désignés respectivement par le président de la République, le président du Sénat et le président de l'Assemblée nationale, à raison d'un tiers chacun. Les conseillers prêtent serment devant le président de la République (les membres de droit sont exemptés de ce serment),.

#### Les anciens présidents de la République
Les anciens présidents de la République font, de droit et à vie, partie du Conseil constitutionnel. Mais, dans les faits, la plupart des anciens présidents n'ont soit pas siégé, soit pas de façon continue. Ainsi, Vincent Auriol n'a siégé qu'au tout début de la Ve République mais a cessé de siéger à compter du 25 mai 1960 pour reprendre son rôle d'opposant au général de Gaulle. Il siégea toutefois aux séances des 3, 5 et 6 novembre 1962,,,. Jacques Chirac y siégea de 2007 à 2011 mais y renonça ensuite en raison de sa santé et de ses ennuis judiciaires. Nicolas Sarkozy n'y siégea que quelques mois, en 2012-2013, se retirant à la suite de l'invalidation de ses comptes de campagne pour l'élection présidentielle de 2012. Valéry Giscard d'Estaing n'a siégé qu'à partir de 2004, soit 23 ans après la fin de son mandat, après avoir renoncé à ses activités politiques, puis n'a plus siégé que de façon épisodique. Charles de Gaulle n'a jamais siégé, de même que François Mitterrand, mort sept mois après la fin de son mandat. Seul René Coty y a siégé de façon permanente.
Cette disposition concernant les anciens présidents de la République est souvent considérée comme désuète, car destinée initialement aux présidents de la IVe République, et comme inadéquate en raison des pouvoirs renforcés du Conseil au fil du temps. La suppression de ce droit a été demandée en 1993 par le Comité consultatif pour la révision de la Constitution, en 2007 par le Comité de réflexion et de proposition sur la modernisation et le rééquilibrage des institutions — dont Jack Lang qui y voit « une survivance du passé » —, en 2009 par le Conseil d'État, en 2012 par la Commission sur la rénovation et la déontologie de la vie publique et en 2015 par le Groupe de travail sur l'avenir des institutions. En 2016, les présidents du conseil Jean-Louis Debré et Laurent Fabius réclament cette suppression pour « contrer les éventuels empiétements du législatif sur l'exécutif », Debré expliquant que les QPC portent sur des lois adoptées par d'anciens présidents de la République, avec le risque qu'un juge devienne partie.
Un projet de loi constitutionnelle supprimant ce droit est présenté par le gouvernement en mars 2013, mais sa discussion au Parlement a été ajournée. François Hollande avait promis de mettre fin à ce droit des anciens présidents, mais devant une absence de majorité parlementaire, il y renonce. Pour lui-même, il choisit de ne pas siéger à la suite de son mandat. Emmanuel Macron a annoncé qu'il n'usera pas de cette prérogative et inscrit sa suppression en 2019 dans un projet de révision de la Constitution qui n'aboutit pas.

#### Veto parlementaire à la nomination
À la suite de la loi constitutionnelle du 23 juillet 2008, les désignations des membres du Conseil constitutionnel peuvent faire l'objet d'un veto des commissions permanentes et compétentes en matière de nomination des deux chambres parlementaires.
La somme des votes négatifs doit représenter au moins 3/5e des suffrages exprimés. Cette procédure a été mise en place par la loi organique du 23 juillet 2010.
Dans les autres pays d'Europe, les assemblées parlementaires effectuent la désignation des membres des cours constitutionnelles, dans les cas où ces cours constitutionnelles existent, par un vote, le plus souvent à la majorité qualifiée. Cette majorité est de deux tiers des voix en Allemagne, de trois cinquièmes en Espagne et de deux tiers ou trois cinquièmes en Italie. En Belgique, la Chambre et le Sénat proposent alternativement, à la majorité des deux tiers, une liste sur laquelle le Roi (c'est-à-dire un arrêté royal) nomme les nouveaux membres qui doivent répondre individuellement et globalement à un certain nombre de critères de langue, d'âge et de qualification.
Jack Lang, ancien ministre socialiste de la Culture et de l'Éducation, sous les présidences de François Mitterrand, membre du Comité de réflexion et de proposition sur la modernisation et le rééquilibrage des institutions ayant inspiré la loi constitutionnelle no 2008-724 du 23 juillet 2008 de modernisation des institutions de la Ve République, se félicite, dans un entretien accordé au Monde le 30 juillet 2010, que le Conseil constitutionnel ait, selon lui, « littéralement changé de nature » et, grâce aux questions prioritaires de constitutionnalité, permette « un réexamen serein de la conformité de nos lois aux droits fondamentaux ». Il propose de compléter cette évolution majeure en donnant au Conseil « un véritable statut de cour suprême », s'accompagnant d'un changement du mode de nomination des conseillers, qui seraient directement « élus par le Parlement à une majorité des trois cinquièmes », sans membres de droit.

#### Mandat
Aucune qualification d'âge ou de profession n'est encore requise pour devenir membre du Conseil constitutionnel, bien que « la quasi-totalité des cours constitutionnelles [soient] obligatoirement composées de juristes ».
Les membres du Conseil constitutionnel ne peuvent exercer d'autres fonctions politiques. L'article 57 de la Constitution, la loi organique auquel il renvoie, ainsi qu'un décret sur l'obligation des membres les soumettent à un devoir de réserve et imposent l'incompatibilité avec une fonction gouvernementale, un mandat parlementaire ou tout autre mandat électif. Depuis les lois relatives à la transparence de la vie publique de 2013, le cumul avec une activité professionnelle est également interdit,.
Outre les membres de droit que sont les anciens présidents de la République qui sont eux nommés à vie, le mandat des conseillers est de neuf ans, non renouvelable. Les membres du Conseil constitutionnel peuvent choisir de cesser leurs fonctions. Ils peuvent être déclarés démissionnaires d'office en cas d'incompatibilité, d'atteinte à l'indépendance et la dignité de la fonction ou d'incapacité physique permanente constatées par le Conseil constitutionnel. En 2019, la rémunération mensuelle brute d'un membre du Conseil constitutionnel est de 16 200 euros.

#### Exception à la durée du mandat d'un conseiller
Toutefois, en cas de nomination en remplacement d'un membre empêché de finir son mandat, le mandat du remplaçant peut être prolongé de la durée d'un mandat complet si, à l'expiration du mandat du conseiller remplacé, le remplaçant n'a pas exercé cette fonction pendant plus de trois ans, comme ça a été le cas pour Claire Bazy-Malaurie qui a remplacé Jean-Louis Pezant en septembre 2010 et a vu son mandat être prolongé en 2013 jusqu'en 2022.

### Président

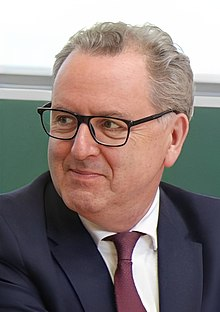
Richard Ferrand, président du Conseil constitutionnel depuis 2025.

Le président du Conseil constitutionnel convoque le Conseil, préside les séances, désigne les rapporteurs et départit les voix. Il est désigné parmi les membres par le président de la République. En cas d'empêchement du président du Conseil constitutionnel, la présidence de fait est assurée par le doyen d'âge du Conseil. Ainsi, le 24 mars 1999, Yves Guéna, doyen d'âge, devient le président par intérim du Conseil après la mise en congé de Roland Dumas mis en cause dans une affaire polito-financière. Le 1er mars 2000, Yves Guéna est nommé à la présidence du Conseil constitutionnel, par le président de la République Jacques Chirac, à la suite de la démission de Roland Dumas (qui sera finalement relaxé en 2003).
En Italie et en Espagne, les présidents des cours constitutionnelles sont élus par leurs pairs. Une proposition de réforme du Conseil en ce sens est présentée au printemps 1990, lors des débats sur la modification de la saisine du Conseil. Cette proposition est critiquée par Robert Badinter et Georges Vedel, en raison de l'apparition possible d'une « campagne électorale dans un microcosme », et n'a jamais abouti.
Depuis sa nomination au Conseil constitutionnel, Richard Ferrand en est le président.
| #  | Personnalité | Personnalité     | Proposé par         | Mandat        | Mandat          | Durée                      |
| #  | Personnalité | Personnalité     | Proposé par         | Début         | Fin             | Durée                      |
| -- | ------------ | ---------------- | ------------------- | ------------- | --------------- | -------------------------- |
| 1  |              | Léon Noël        | Charles de Gaulle   | 5 mars 1959   | 5 mars 1965     | 6 ans                      |
| 2  |              | Gaston Palewski  | Charles de Gaulle   | 5 mars 1965   | 5 mars 1974     | 9 ans                      |
| 3  |              | Roger Frey       | Georges Pompidou    | 5 mars 1974   | 4 mars 1983     | 8 ans, 11 mois et 27 jours |
| 4  |              | Daniel Mayer     | François Mitterrand | 4 mars 1983   | 4 mars 1986     | 3 ans                      |
| 5  |              | Robert Badinter  | François Mitterrand | 4 mars 1986   | 4 mars 1995     | 9 ans                      |
| 6  |              | Roland Dumas     | François Mitterrand | 8 mars 1995   | 29 février 2000 | 4 ans, 11 mois et 21 jours |
| 7  |              | Yves Guéna       | Jacques Chirac      | 1er mars 2000 | 9 mars 2004     | 4 ans et 8 jours           |
| 8  |              | Pierre Mazeaud   | Jacques Chirac      | 9 mars 2004   | 3 mars 2007     | 2 ans, 11 mois et 22 jours |
| 9  |              | Jean-Louis Debré | Jacques Chirac      | 5 mars 2007   | 5 mars 2016     | 9 ans                      |
| 10 |              | Laurent Fabius   | François Hollande   | 8 mars 2016   | 8 mars 2025     | 9 ans                      |
| 11 |              | Richard Ferrand  | Emmanuel Macron     | 8 mars 2025   | en cours        | 4 mois et 19 jours         |

## Procédure
Le Conseil constitutionnel est un pouvoir public dont les séances suivent le rythme des requêtes dont il est saisi. Il ne siège et ne rend des décisions qu'en séance plénière. Les délibérations sont soumises à une règle de quorum, en vertu de laquelle la présence effective de sept juges est requise, sauf cas de force majeure. Cependant, en pratique, les décisions rendues par moins de sept juges sont relativement fréquentes. Le Conseil a alors pour habitude d'indiquer, dans le commentaire autorisé de ses décisions, qu'il y a cas de force majeure. Selon le constitutionnaliste Thomas Hochmann, « il est difficile de se garder de l’impression que toute violation du quorum est assimilée à un cas de force majeure ». En cas de partage, la voix du président est prépondérante.
En matière de contentieux électoral, l'instruction est confiée à l'une des trois sections composées de trois membres désignés par le sort mais dont chacun devra avoir été nommé par une autorité différente. En matière de contentieux constitutionnel, l'instruction est confiée à un rapporteur,, qui dispose alors d'une plénitude de juridiction, et rend au Conseil une proposition de décision.
La procédure est écrite et contradictoire. Il n'y a pas d'opinion dissidente possible. Les débats en session et en séance plénière ainsi que les votes ne sont ni publics, ni publiés. La procédure est donc totalement secrète.
Chaque séance fait l'objet d'un compte-rendu intégral. Comme toute la documentation du Conseil constitutionnel, il s'agit d'une archive publique qui est communicable 25 ans après sa création. Jusqu'en 2008, ce délai était de 60 ans. Un compte-rendu sommaire est immédiatement mis en ligne.
Cependant, depuis une décision du 28 juin 1995, le Conseil peut autoriser les parties et leurs représentants à se faire entendre devant lui dans le seul cadre de la procédure du contentieux de l'élection des députés et sénateurs.

### Saisine
Pour vérifier la constitutionnalité d'une loi, le Conseil constitutionnel doit être saisi après le vote de la loi par le Parlement mais avant la promulgation par le président de la République. Pour connaître de la constitutionnalité des traités, le Conseil est saisi après la signature du traité, mais avant la ratification de celui-ci.
Toutefois, le Conseil n'a pas besoin d'être saisi lorsqu'il s'agit d'une loi organique ou du règlement d'une assemblée parlementaire car il les contrôle obligatoirement, comme cela est prévu par les articles 46 et 61 (1er alinéa) de la Constitution. Il n'a également pas besoin d'être saisi dans le cas d'un référendum d'initiative partagée prévu par l'article 11.

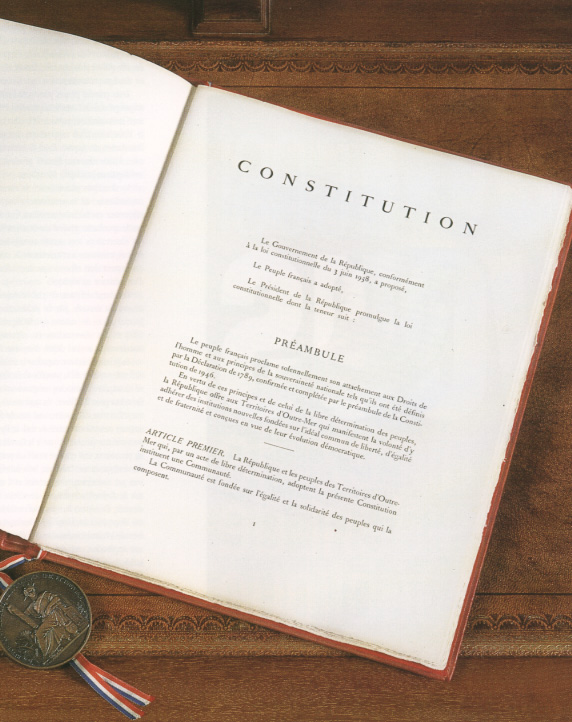
La Constitution française scellée

Le Conseil constitutionnel peut être saisi par le président de la République, le Premier ministre ou le président de l'Assemblée nationale ou du Sénat. Depuis 1974, il peut aussi être saisi de la constitutionnalité d'une loi par 60 sénateurs ou 60 députés (article 61 de la Constitution). En pratique, la majorité des saisines est le fait de l'opposition parlementaire. Les saisines du président de la République, du Premier ministre, du président de l'Assemblée nationale et du président du Sénat sont relativement rares – depuis 1958, il y eut respectivement quatre, six, vingt-quatre et sept saisines de ces autorités. La même possibilité est ouverte, en matière de contrôle de constitutionnalité des traités, par une révision constitutionnelle de 1992. En pratique, le président de la République est quasiment le seul à avoir saisi le Conseil constitutionnel de la constitutionnalité d'un traité. Toutefois, il y eut durant la troisième cohabitation, des saisines conjointes avec le Premier ministre ; le publiciste Pierre Mouzet constatait, en 2009, qu'une seule saisine avait été le fruit de l'initiative des parlementaires. Toutefois, des parlementaires ont depuis saisi le Conseil de la constitutionnalité du CETA,. Le Conseil a rendu 14 décisions, après avoir été saisi en application de l'article 54 de la Constitution ; sept ont conclu à la nécessité d'une révision de la Constitution pour ratifier le traité ou l'accord international en cause.
Dans une décision de 2011, le Conseil constitutionnel estime qu'en matière de saisines non motivées (dites « saisines blanches »), il doit se borner à vérifier le respect de la procédure parlementaire. Depuis mars 2022, le règlement du Conseil constitutionnel s'est doté, en matière de contrôle de constitutionnalité a priori des lois et de contrôle de constitutionnalité des traités prévoit, en son article 2, que les saisines non motivées sont interdites. Cependant, le Conseil constitutionnel a estimé, en 2023, que la violation de l'article 2 n'est pas sanctionnée par l'irrecevabilité de la saisine. Si l'on en suit le commentaire autorisé de la décision no 2022-152 ORGA du 11 mars 2022, en cas de saisine blanche, le Conseil « s’assure uniquement de la régularité de la procédure d’adoption de la loi déférée, sous réserve de soulever d’office une autre question de conformité à la Constitution »,.
La révision constitutionnelle du 23 juillet 2008 a introduit un article 61-1 qui prévoit une possibilité de saisine à l'occasion d'une instance en cours devant une juridiction, sur une disposition législative « qui porte atteinte aux droits et libertés que la Constitution garantit ». Cette saisine passe par le filtre du Conseil d'État ou de la Cour de cassation. Cette procédure, dite « question prioritaire de constitutionnalité », est encadrée par une loi organique, dont les dispositions sont entrées en vigueur le 1er mars 2010.
Il est procédé au déclassement des dispositions matériellement règlementaires mais formellement législatives sur saisine du premier ministre,,. Concernant les lois du pays de la Nouvelle-Calédonie, le haut-commissaire, le gouvernement, le président du Congrès, le président d'une assemblée de province ou dix-huit membres du Congrès peuvent saisir le Conseil,. En matière électorale, le Conseil peut être saisi de l'élection d'un député ou d'un sénateur par l'un des candidats à l'élection ou par les électeurs inscrits dans la circonscription concernée.
Les griefs d'inconstitutionnalité sont :
- l'incompétence – seule une loi constitutionnelle peut déroger à la Constitution. Il y a incompétence positive lorsqu'une autorité empiète sur les prérogatives d'une autre et incompétence négative lorsque cette autorité ne met pas pleinement en pratique sa propre compétence ;
- le vice de procédure – ce sont les irrégularités commises durant la procédure législative, et notamment la méconnaissance du droit d'amendement ;
- la violation de la Constitution – il s'agit principalement du non-respect des droits fondamentaux. Cependant, le Conseil constitutionnel a déclaré qu'il ne bénéficiait pas d'un pouvoir d'appréciation identique à celui du législateur, afin de restreindre les accusations d'arbitraire portées contre lui ;
- le détournement de pouvoir – le Conseil constitutionnel peut ainsi censurer des dispositions qui n'ont été prises que dans un seul intérêt financier.

### Structure de la décision
Toutes les décisions sont prises dans les mêmes formes, comprenant les visas des textes applicables et des éléments de procédure, les motifs présentés analysant les moyens invoqués, indiquant les principes applicables et répondant à la requête, un dispositif final divisé en articles énonçant la solution adoptée. Le Conseil constitutionnel ne publie pas les opinions dissidentes.
Sur le modèle des arrêts du Conseil d’État, jusqu'en mai 2016, la décision était formée d’une seule phrase structurée en quatre parties :
- la saisine comprend le nom et la qualité des requérants, la date et l’identification du texte déféré ;
- les visas (« VU… ») indiquent les textes et les normes auxquels se réfère le juge constitutionnel ;
- les considérants (paragraphes) exposent le raisonnement du juge en général ;
- le dispositif (« décide : article 1… ») expose la décision.

Le 10 mai 2016, le Conseil constitutionnel a décidé de moderniser le mode de rédaction de ses décisions pour permettre d'exposer son raisonnement en plusieurs phrases plus courtes et en supprimant la mention « Considérant que » au début de ses paragraphes. Les visas et le dispositif ont été aussi simplifiés, dans le but de faciliter la lecture des décisions du Conseil constitutionnel et d'en approfondir la motivation. Il a aussi été précisé que ce mode de rédaction s'appliquera désormais à l'ensemble des décisions rendues par le Conseil constitutionnel.

### Typologie des décisions
Le type de décisions est identifié par le titre de la décision publiée au Journal Officiel : numérotation – type (2 à 3 lettres) – date de la décision.
Le Conseil rend des décisions portant sur :
- Le contentieux des élections parlementaires pour lesquelles sont mentionnées les initiales des chambres (AN = Assemblée nationale ou SEN = Sénat) et les références de la circonscription ou du département ; certaines décisions relatives aux opérations électorales sont classées ELEC ;
- Le contentieux référendaire, REF ; les décisions, rendues en application des articles 45-2, 45-4 et 45-6 de l'ordonnance du 7 novembre 1958 portant loi organique relative au Conseil constitutionnel, dans sa version résultant de la loi organique du 6 décembre 2013 sont classées RIP ;
- La répartition des compétences entre le pouvoir législatif et réglementaire sont associées aux lettres L (déclassement législatif) ou FNR (fin de non recevoir, c'est-à-dire examen en cours d'élaboration de la loi) ; il vérifie également si des lois sont intervenues dans le domaine de compétence de Saint-Barthélémy, de la Polynésie française et de Saint-Martin, dans des décisions classées LOM ;
- Le contrôle de constitutionnalité a priori des lois nationales, des traités et des règlements des assemblées sont classées DC (déclaration de conformité) ;
- Le contrôle de constitutionnalité a posteriori (question prioritaire de constitutionnalité) donnent lieu à des décisions classées QPC[72] ;
- Le contrôle de constitutionnalité des lois du pays (LP) du congrès de la Nouvelle-Calédonie,(seul autre organe législatif français reconnu par la Constitution) comme le prévoit l'article 77,du titre XIII de la Constitution[73] ;
- L'élection présidentielle (liste des candidats admis à se présenter, prononcé officiel des résultats) ; ces décisions sont classées PDR ;
- Le fonctionnement du Conseil constitutionnel, donnant lieu à des décisions classées ORGA ;
- La déchéance des parlementaires inéligibles (décisions classées D), les incompatibilités parlementaires (I) et les obligations fiscales (OF)[72].

Les avis rendus par le Conseil constitutionnel sur les décisions prises par le président de la République grâce aux pouvoirs exceptionnels, qu'il tient de l'article 16 de la Constitution ainsi que la consultation préalable du Conseil constitutionnel, permettant au président d'acquérir les pouvoirs exceptionnels, sont classés ART16.
Dans sa décision 2005-512 DC Loi d'orientation et de programme pour l'avenir de l'école du 21 avril 2005 (considérants 22 et suivants), le Conseil constitutionnel a admis pouvoir procéder au déclassement législatif (de type L) dans une décision relative au contrôle de constitutionnalité (de type DC). Toutefois, cette jurisprudence a été abandonnée dans une décision du 15 mars 2012,.
Chaque décision publiée au Journal officiel de la République française depuis 1987 a son numéro NOR. Toutes les décisions depuis l'origine ont été référencées avec leur identifiant européen de la jurisprudence (ECLI).

### Effets juridiques et autorité des décisions
Dans le cas du contrôle de constitutionnalité a priori, la saisine (art. 61) du Conseil suspend le délai de promulgation d'une loi votée (dernier alinéa de l'article 61). Les décisions de non-conformité conduisent à la censure totale ou partielle de la loi mais non à son annulation puisqu'elles sont prononcées avant la promulgation, acte juridique qui en assure l'application. Une loi déclarée contraire à la Constitution par le Conseil peut soit être promulguée si les dispositions inconstitutionnelles ont été déclarées divisibles du reste de la loi, soit être abandonnée. Le président de la République peut enfin demander une nouvelle délibération sur la loi (art 10c).
En cas de question prioritaire de constitutionnalité, les dispositions déclarées inconstitutionnelles sont abrogées immédiatement. Toutefois, le Conseil peut reporter les effets de sa décision, en ce inclus les éventuelles réserves d'interprétation dont cette dernière serait accompagnée. Le Conseil a également estimé pouvoir annuler des dispositions pénales, faisant cesser l'exécution des peines prononcées.
En matière d'élections des députés et des sénateurs, le Conseil constitutionnel peut, par ses décisions, annuler ou réformer les élections. Le Conseil constitutionnel peut en outre déclarer inéligible, le candidat élu en violation de certaines règles relatives au financement de la vie politique, qui n'a pas déposé les déclarations de situation patrimoniale et d'intérêts et d'activités prévues par l'article LO135-1 du Code électoral ou « qui a accompli des manœuvres frauduleuses qui ont eu pour objet ou pour effet de porter atteinte à la sincérité du scrutin ».
Les décisions s'imposent (ou doivent s'imposer) erga omnes aux pouvoirs publics et à toutes les autorités administratives et juridictionnelles. Elles sont insusceptibles de recours (article 62c). « L'autorité absolue de la chose jugée » implique que le Conseil ne puisse statuer deux fois sur un même texte, ni (au moins en théorie) que les « pouvoirs publics et les autorités administratives et juridictionnelles » puissent contredire les décisions. Cette autorité ne s'attache pas seulement au dispositif mais aussi aux motifs qui en sont le soutien nécessaire (décision no 1962-18 L du 16 janvier 1962), et s'applique également dans le cadre du contrôle des traités (décision du 2 septembre 1992, 312 DC). Dans ce dernier cas, deux hypothèses permettent une nouvelle procédure de contrôle : d'une part « s'il apparaît que la Constitution, une fois révisée, demeure contraire à une ou plusieurs stipulations du traité », d'autre part « s'il est inséré dans la Constitution une disposition nouvelle qui a pour effet de créer une incompatibilité avec une ou plusieurs stipulations du traité dont s'agit ».
En matière électorale, le Conseil constitutionnel admet cependant les recours en rectification d'erreur matérielle. L'effet des décisions en matière de contentieux électoral varie, allant de l'annulation de bulletins à celle des opérations électorales elles-mêmes, et peut comporter la déclaration d'inéligibilité d'un candidat et/ou la démission d'office d'un élu. L'article 41 de la loi organique sur l'organisation et le fonctionnement du Conseil constitutionnel prévoit que le Conseil constitutionnel peut également « réformer la proclamation faite par la commission de recensement et proclamer le candidat qui a été régulièrement élu ».

### Publications officielles
Les décisions sont notifiées aux parties et publiées au Journal officiel de la République française (Lois et décrets), avec le texte de la ou des saisines parlementaires depuis 1983, et les observations du gouvernement depuis 1995.
Le site web du Conseil constitutionnel reprend pour chaque décision les textes de saisine, l'ensemble des arguments échangés, la décision, un dossier documentaire et une analyse du secrétaire général. La place des commentaires autorisés du secrétaire général semble se faire de plus en plus importante. D'aucuns pourraient y voir une remise en cause du secret du délibéré. Pour autant, elles apportent des précisions parfois majeures aux décisions elles-mêmes. Le fait que la doctrine juridique s'en inspire de plus en plus pose problème, puisque, si leur autorité morale est évidente, de tels commentaires n'ont juridiquement pas de valeur normative. Ainsi, l'interprétation des décisions du Conseil par la doctrine apparaît conditionnée.
Un recueil annuel des décisions est publié sous le haut patronage du Conseil trois mois environ après l'année de référence. Il comprend le texte intégral des décisions (non des avis), une table analytique, avec, depuis 1990, sa traduction en anglais, et en espagnol de 1995 à 1998.
Les Cahiers du Conseil constitutionnel, puis, à compter d'octobre 2010, les Nouveaux Cahiers du Conseil constitutionnel sont une publication officielle de jurisprudence, de droit constitutionnel comparé et d'analyses doctrinales. On y trouve également des communiqués, relatifs notamment aux prix décernés à des thèses remarquables de droit constitutionnel. Ces Cahiers sont publiés, en version papier, par les éditions Dalloz et sont, par la suite, mis en ligne gratuitement sur le site officiel du Conseil. Depuis septembre 2018, cette revue a été remplacée par une autre revue, Titre VII, disponible, elle aussi, gratuitement sur le site du Conseil.

### Grandes décisions
- 6 novembre 1962 (élection du président de la République au suffrage universel)[89] : le Conseil constitutionnel se déclare incompétent en matière de lois référendaires ; il ne saurait censurer une loi adoptée par la voie du référendum, expression directe du peuple auquel appartient la souveraineté nationale (principe de la démocratie).
- Liberté d'association[90],[91] (16 juillet 1971) : confirme la valeur constitutionnelle du préambule de la Constitution de 1958 (déjà consacrée par une décision de 1970[92],[93]) et surtout, consacre la valeur constitutionnelle des textes auxquels ce préambule renvoie et des principes fondamentaux reconnus par les lois de la République, créant le bloc de constitutionnalité. Cette décision marque une étape fondamentale dans la montée en puissance de l'institution et change la portée de son contrôle de constitutionnalité.
- Taxation d'office (27 décembre 1973)[94],[95] : le Conseil constitutionnel intègre la Déclaration des droits de l'homme et du citoyen dans les normes constitutionnelles.
- IVG[96],[97] (15 janvier 1975) : le Conseil se déclare incompétent pour contrôler une loi par rapport à un traité. La Cour de cassation, par l'arrêt Jacques Vabre de mai 1975 et le Conseil d'État par l'arrêt Nicolo d'octobre 1989 vont, par voie de conséquence, se déclarer compétents pour effectuer un contrôle de conventionnalité.
- Nouvelle-Calédonie (23 mai 1979)[98] : le principe de libre administration des collectivités territoriales a valeur constitutionnelle.
- Nationalisations I (16 janvier 1982)[99],[100] : le Conseil refuse de hiérarchiser les éléments du bloc de constitutionnalité.
- Blocage des prix et revenus (30 juillet 1982)[101],[102]: la loi comportant des dispositions matériellement règlementaires (ici, la fixation d’une amende contraventionnelle) n'est pas contraire à la Constitution (et ne peut donc être censurée, en application de l'article 61 de la Constitution).
- État d'urgence en Nouvelle-Calédonie[103] (25 janvier 1985),[104] : le Conseil constitutionnel estime que la conformité à la Constitution d'une loi promulguée peut être contestée après son entrée en vigueur si des dispositions législatives nouvelles viennent la modifier, la compléter ou affecter son domaine. Cette décision peut s'apparenter en apparence à un début de contrôle a posteriori.
- Nouvelle-Calédonie (23 août 1985)[105] : la loi n'exprime la volonté générale que dans le respect de la constitution.
- Statut de la Corse (9 mai 1991)[106],[107] : reconnaissance du concept juridique de peuple français, à valeur constitutionnelle, et de son unicité.
- Traité de Maastricht II (2 septembre 1992)[108] : décision sur la conformité à la Constitution du Traité de Maastricht, après la révision constitutionnelle intervenue à la suite de l'étude de conformité rendue dans la décision du 9 avril 1992 par le Conseil constitutionnel. De manière constante, le Conseil constitutionnel reconnaît le pouvoir souverain du constituant.
- Cour pénale internationale[109] (22 janvier 1999) : le Conseil constitutionnel consacre l'irresponsabilité pénale du chef de l'État, sauf cas de haute trahison devant les juridictions ordinaires pendant la durée de son mandat, à moins de saisir la Haute Cour de Justice selon les modalités prévues par le titre IX de la Constitution de 1958.
- Charte des langues régionales et minoritaires (15 juin 1999)[110] : le peuple français est indivisible.
- Révision constitutionnelle relative à l'organisation décentralisée de la République (26 mars 2003)[111],[112] : le Conseil revient sur sa décision Maastricht II et se déclare incompétent pour vérifier la conformité des lois de révision. Il opère un revirement de jurisprudence.
- Confiance dans l'économie numérique[113] (10 juin 2004) : le Conseil constitutionnel reconnaît que le respect du droit communautaire est une exigence constitutionnelle (Article 88-1), sauf disposition expresse contraire à la Constitution. Il se déclare donc compétent pour contrôler la conformité d’une loi de transposition d’une directive européenne.
- Loi visant à réprimer la contestation de l'existence des génocides reconnus par la loi (28 février 2012) : le Conseil constitutionnel estime que cette loi est contraire à la Constitution[114] en contrevenant notamment à la liberté d'expression.
- Loi sur la suppression de la taxe d'habitation (17 juillet 2020)[115] : initialement prévue pour se limiter aux 80 % des foyers les moins aisés, la suppression de la taxe d'habitation est élargie à l'ensemble des ménages sur injonction du Conseil.

### Rythme actuel
De janvier à mars 1974, en trois mois, le Conseil constitutionnel a rendu autant de décisions au titre du contrôle de constitutionnalité des normes que de 1958 à 1974, en quinze ans. En effet, puisqu'il n'y avait pas de recours effectif des citoyens devant le Conseil et seules les quatre plus hautes autorités administratives pouvaient le saisir, les opportunités de saisine étaient réduites, d'autant plus qu'il n'y avait pas de cohabitation. Ainsi, le Conseil ne fut saisi que neuf fois de 1959 à 1974.
Ce formidable essor résulte essentiellement de l’enchaînement de deux éléments :
- jurisprudentiel d'abord, lorsque, dans sa décision du 16 juillet 1971 liberté d'association, le Conseil incorpore au bloc de constitutionnalité le texte du préambule de la Constitution, et par voie incidente, le préambule de la Constitution du 27 octobre 1946 et la Déclaration des droits de l'homme et du citoyen de 1789. Cette avancée jurisprudentielle, qui consacre le rôle du Conseil comme garant des droits et libertés, permet à celui-ci de ne pas se contenter du contrôle de la Constitution de 1958 ;
- constitutionnel ensuite, quand la révision du 29 octobre 1974 donne à 60 députés ou 60 sénateurs le droit de saisine, jusqu'alors réservé au pouvoir exécutif et aux présidents des assemblées, l'ouvrant ainsi aux parlementaires[117].

Le nombre de décisions rendues par le Conseil augmenta également considérablement à la suite de l'introduction de la question prioritaire de constitutionnalité après la révision constitutionnelle de 2008. La question prioritaire de constitutionnalité représente désormais environ les quatre cinquièmes de l'activité du Conseil.

## Compétences
Expression d'une compétence d'attribution, les prérogatives du Conseil constitutionnel peuvent se ranger en deux catégories :

### Compétence juridictionnelle

#### Contentieux normatif

##### Compétences en matière de contrôle de constitutionnalité
Dans ce domaine, le caractère juridictionnel du Conseil est contesté par certains auteurs,.
Le contrôle de constitutionnalité (DC) est a priori (le contrôle est abstrait et a priori, il s'exerce par voie d'action après le vote par le Parlement mais avant la promulgation de la loi, la ratification ou l'approbation d'un engagement international et l'entrée en vigueur des règlements des assemblées).
Le contrôle est facultatif, il n'est réalisable que sur certaines conditions. Il doit être saisi par le président de la République, le Premier ministre, le président d'une des deux Assemblées ou encore depuis la loi constitutionnelle du 29 octobre 1974 par 60 députés ou 60 sénateurs. Il peut dès lors juger les lois ordinaires en vertu de l'article 61 (notamment lois de finances, lois autorisant la ratification d'un traité, lois habilitant le gouvernement à recourir à des ordonnances de l'article 38 alinéa 3, lois ratifiant ces ordonnances), les engagements internationaux en vertu de l'article 54 et depuis 1999, il peut également examiner la conformité à la Constitution des lois du pays adoptées par le congrès de la Nouvelle-Calédonie (LP).
Le contrôle est obligatoire pour : les lois organiques, les règlements des assemblées parlementaires (Assemblée nationale, Sénat, Congrès et Haute Cour,) et les propositions de lois mentionnées à l'article 11.
Le contrôle est incidentiel et a posteriori à l'occasion d'un litige porté devant la Cour de cassation ou le conseil d'État selon la procédure de la Question prioritaire de constitutionnalité institué par la réforme du 23 juillet 2008 ajoutant l'article 61-1 à la Constitution. Même dans ce cas, le contrôle est abstrait et ne s'intéresse pas au cas particulier du litige.
Il est amené à définir la nature juridique de certains textes : ainsi, on peut dire qu'il est juge de la répartition des compétences entre la loi et le règlement, car le Conseil constitutionnel peut être saisi soit en cours de discussion parlementaire par le président de l'assemblée ou le Gouvernement (FNR), soit a posteriori par le Premier ministre pour déclasser une disposition de forme législative (L).

##### Incompétences
Le Conseil refuse d'effectuer un contrôle de constitutionnalité :
- des lois référendaires (décision no 62-20 DC – 6 novembre 1962 – Loi relative à l'élection du président de la République au suffrage universel direct, adoptée par le référendum du 28 octobre 1962) à l'exception des propositions de loi mentionnées à l'article 11, dont le contrôle est obligatoire ;
- des lois constitutionnelles (décision no 2003-469 DC – 26 mars 2003 – Révision constitutionnelle relative à l'organisation décentralisée de la République) : le Conseil refuse d'employer dans sa jurisprudence le terme de « loi constitutionnelle » (terme doctrinal), mais emploie plutôt le terme de « révision constitutionnelle », qui ne sont pas soumises à un contrôle de constitutionnalité par la Constitution ;
- des ordonnances de l'ancien article 92 (dispositions transitoires visant à mettre en place le nouveau régime), et notamment les ordonnances organiques de 1958-1959, car la compétence du Conseil constitutionnel sur ces textes n'était pas prévue ;
- et auparavant, des lois déjà promulguées. Mais le Conseil a atténué cette impossibilité en acceptant de contrôler une loi déjà promulguée à l'occasion d'un contrôle a priori fait sur une loi nouvelle qui modifie la loi promulguée (no 85-187 DC 25 janvier 1985, état d'urgence en Nouvelle-Calédonie). De plus, l'article 61-1 ajouté par la loi constitutionnelle de modernisation des institutions du 23 juillet 2008[123] institue un contrôle a posteriori des lois soupçonnées de porter « atteinte aux droits et libertés que la Constitution garantit » : c'est la procédure de la question prioritaire de constitutionnalité pouvant être déclenchée « à l'occasion d'une instance en cours devant une juridiction », « sur renvoi du Conseil d'État ou de la Cour de Cassation ».

#### Contentieux électoral et assimilés
Le Conseil constitutionnel est le juge électoral de la régularité de différents scrutins : les élections parlementaires (Assemblée nationale et Sénat) (article 59) ; les élections présidentielles (article 58) et les référendums nationaux (article 60).
Pour ces deux dernières opérations, il proclame également les résultats. Toutefois, la nature juridictionnelle de la déclaration au premier tour et de la proclamation au second tour demeure indéterminée. Initialement, le conseil ne se déclare compétent que pour le résultat des élections (jurisprudence Rebeuf). Cette interprétation restrictive et critiquée fut modifiée en 1981 avec la jurisprudence Delmas, qui prône « l'indivisibilité de l'élection » et donc son contrôle dans son déroulement, y compris les préparatifs,.
Le Conseil constitutionnel est juge de la sincérité du scrutin, contre la fraude, non de sa légalité, compétence et pratique calquées sur celles du Conseil d’État.
Afin de contrôler le bon déroulement des opérations électorales, le Conseil constitutionnel peut désigner un ou plusieurs délégués choisis, avec l'accord des ministres compétents, parmi les magistrats de l'ordre judiciaire ou administratif.
Largement ouvertes aux électeurs, les saisines du Conseil en matière électorale ont vu leur nombre considérablement augmenter à la suite du vote de la législation organisant et contrôlant le financement des dépenses électorales, qui font donc pleinement partie du contrôle des élections parlementaires et présidentielle par le Conseil. Ainsi, au 31 décembre 2006, le Conseil avait rendu 2 514 décisions en matière électorale pour 751 décisions sur le contentieux des normes (dont 541 DC).
De plus, on associe généralement à ce contentieux, deux contentieux connexes : le contrôle des incompatibilités des parlementaires (I) et la déchéance des parlementaires (D).

### Compétence consultative
Le Conseil constitutionnel émet des avis sur la mise en œuvre de l'article 16 de la Constitution (pouvoirs extraordinaires du président de la République en cas de menace grave des institutions) :
- il doit rendre un avis obligatoire, motivé, publié, mais non conforme, sur la condition des réunions des critères d'application de l'article 16. Il s'agit de l'appréciation (même si l'avis du Conseil n'est pas conforme (il ne lie pas le président), il s'agit tout de même d'une compétence liée pour ce dernier : « le président prend les mesures exigées par les circonstances » :
  - du caractère grave et de l'urgence (« une menace grave et immédiate »), qui pèse sur :
    - les institutions de la République
    - l'intégrité du territoire
    - l'indépendance de la Nation
    - ou l'exécution des engagements internationaux

  - Cette menace doit, en outre, interrompre le fonctionnement régulier des pouvoirs publics constitutionnels :
    - corps électoral (titre Ier de la Constitution)
    - président de la République (titre II)
    - Gouvernement (titre III)
    - Parlement (titre IV)
    - autorité judiciaire (titre VIII) ;
- pendant la mise en œuvre de l'article 16, le Conseil constitutionnel doit donner un avis obligatoire, motivé, non publié et non conforme pour chaque acte pris en application de l'article 16 par le président (généralement, des décisions législatives). Le contrôle du Conseil est un contrôle :
  - de proportionnalité (« les mesures exigées par les circonstances ») ;
  - finaliste : les mesures doivent avoir pour objet de rétablir la continuité de l'État (cesser l'interruption du « fonctionnement régulier des pouvoirs publics constitutionnels »).

Par ailleurs, le Gouvernement consulte le Conseil sur les textes relatifs :
- à l'organisation du scrutin pour l'élection du président de la République (article 58) ;
- aux référendums nationaux (article 60).

Ces avis motivés ne sont pas rendus publics et ne sont, en principe, pas conformes (bien qu'en pratique, le Gouvernement les suive).
Le Gouvernement a aussi consulté le Conseil sur les décrets d'application de la loi organique relative à la question prioritaire de constitutionnalité.
Le Conseil s'estime incompétent lorsqu'il est saisi sur toute autre question.

### Particularité du contrôle de conventionnalité et du contrôle de constitutionnalité des traités

#### Position du Conseil constitutionnel
Le titre VI de la Constitution de 1958 intitulé Des traités et accords internationaux précise en son article 54 que « si le Conseil constitutionnel, saisi par [les autorités habilitées à ce titre] a déclaré qu'un engagement international comporte une clause contraire à la Constitution, l'autorisation de ratifier ou d'approuver l'engagement international en cause ne peut intervenir qu'après révision de la Constitution ». Cet article, modifié en 1992 (loi constitutionnelle no 92-554), permet au Conseil constitutionnel d'examiner si les dispositions d'un engagement de droit international ou de droit de l’Union européenne imposent, avant son intégration dans l'ordre juridique français, une modification de la Constitution. Le Conseil ne statue donc pas sur la loi de ratification, mais sur le traité lui-même.
Dans sa décision n° 1992-308 DC du 9 avril 1992 dite « Maastricht I », le Conseil décide que « le respect de la souveraineté nationale ne fait pas obstacle à ce que […] la France puisse conclure, sous réserve de réciprocité, des engagements internationaux en vue de participer à la création ou au développement d'une organisation internationale permanente, dotée de la personnalité juridique et investie de pouvoirs de décision par l'effet de transferts de compétences consentis par les États membres ; […] Toutefois, au cas où des engagements internationaux souscrits à cette fin contiennent une clause contraire à la Constitution, ou portant atteinte aux conditions essentielles d'exercice de la souveraineté nationale, l'autorisation de les ratifier appelle une révision constitutionnelle ». Il juge ici que l'institution de la monnaie unique, la création d'une citoyenneté européenne imposent une révision de la Constitution. Un contrôle similaire interviendra pour la ratification du traité d'Amsterdam, comme pour celle du Traité établissant une Constitution pour l'Europe. La décision no 2004-505 DC sera ainsi à l'origine de la révision constitutionnelle du 1er mars 2005. Dans la décision dite Interruption volontaire de grossesse (IVG), le Conseil ne s'estime pas compétent, au titre de l'article 61c, pour contrôler la conformité d'une loi aux stipulations d'un traité ou d'un accord international (décision no 74-54 DC du 15 janvier 1975). Il justifie cette position par une différence de nature entre le contrôle de constitutionnalité des lois (art 61c), qui lui revient, et le contrôle de conventionnalité des lois (art. 55c) qui est « relatif et contingent » (champ d'application limité du traité, exigence de réciprocité dans l'exécution de l'engagement). Pour le Conseil en 1975, « une loi contraire à un traité ne serait pas, pour autant, contraire à la Constitution ». Le Conseil constitutionnel a toutefois admis, dans une décision du 21 octobre 1988, pouvoir procéder à un contrôle de conventionnalité, dans le cadre du contentieux électoral,. Le Conseil constitutionnel est, en outre, une des juridictions pouvant saisir la Cour européenne des droits de l'homme pour avis, en application du protocole no 16 à la Convention européenne des droits de l'homme.
Il a ainsi implicitement puis explicitement (en 1986) habilité les juridictions dites ordinaires à connaître de la conventionnalité des lois (conformité des lois aux engagements internationaux) : arrêt Jacques Vabre de la Cour de cassation (1975), arrêt Nicolo du Conseil d'État (1989).

##### Problème du contrôle de constitutionnalité du droit de l’UE dérivé
Dans sa décision du 9 avril 1992, le Conseil précise que l'ordre juridique communautaire est un ordre juridique propre, qui n'appartient pas à l'ordre institutionnel de la République française. Fidèle à sa jurisprudence du 30 décembre 1976, il dénie toute spécificité au droit communautaire, contrairement à la position tranchée de la Cour de Justice des Communautés européennes (Van Gend en Loos 1963, Costa c/ Enel 1964), affirmant le principe de primauté et la spécificité du droit communautaire.
La question de savoir si le Conseil constitutionnel contrôle ou non la constitutionnalité du droit communautaire dérivé est majeure, car 60 % à 70 % des textes de lois nouveaux correspondraient à l'application d'une disposition communautaire. Dans sa décision 2004-496 DC du 10 juin 2004, portant sur la loi sur la confiance dans l'économie numérique, le Conseil se déclare incompétent pour contrôler la constitutionnalité des dispositions des lois qui sont la transposition de dispositions inconditionnelles et précises de directives, sauf lorsque cette transposition se heurte à une disposition expresse de la Constitution. Il fonde cette incompétence et l'obligation de transposition sur l'article 88-1 de la Constitution, qui précise que « la République participe aux Communautés européennes et à l'Union européenne, constituées d'États qui ont choisi librement, en vertu des traités qui les ont instituées, d'exercer en commun certaines de leurs compétences ». Sous les réserves précitées (directive inconditionnelle et précise et absence de disposition constitutionnelle expresse contraire), la directive fait, en quelque sorte, écran[pas clair] entre la loi et la Constitution, ou encore la loi est le miroir de la directive. Le Conseil apprécierait sinon la constitutionnalité des directives elles-mêmes et pourrait mettre ainsi en cause l'obligation de transposition.
La décision no 2004-505 DC du 19 novembre 2004, Traité établissant une Constitution pour l'Europe (non ratifié), est majeure à plus d'un titre :
1. le transfert, par le traité, de nouvelles compétences à l'Union européenne nécessite une réforme constitutionnelle (clauses-passerelles, principe de subsidiarité, etc.) ;
2. l'extension des prérogatives du parlement français, nécessitait également une révision : la Constitution prévoit des cas précis de vote décisionnel du Parlement, et ces nouvelles prérogatives limitent la portée des attributions de l'exécutif français, traditionnellement chargé des affaires internationales.

La décision du Conseil constitutionnel du 27 juillet 2006, portant sur la loi DADVSI, apporte sur un point une nouvelle nuance dans l'objectif d'étendre le domaine de son contrôle, sans pour autant le déclarer compétent par principe pour la vérification de la compatibilité des lois nationales avec les traités communautaires. Ainsi, il découle de cette décision qu'en vertu de l'article 88-1 de la Constitution, le Conseil constitutionnel n'est pas compétent pour contrôler une loi de transposition reprenant une directive communautaire. Néanmoins, il est également précisé que le droit communautaire ne prime sur le droit national que dans la mesure où il n'est pas contraire à un « principe inhérent à l'identité constitutionnelle de la France » (ce qui semble rappeler les « dispositions expresses » de la décision de 2004 Économie numérique), et ce par référence à l'article 1-5 du projet de Traité de Constitution européenne.
Cette décision semble contraire[réf. nécessaire] à la jurisprudence de la Cour de justice des Communautés européennes.

#### Positions de certaines doctrines
Certaines doctrines[Lesquelles ?] affirment qu'en ce qui concerne le contrôle de conventionnalité, on peut dire que la Constitution est inférieure à ces traités[réf. nécessaire].
Cette position n'est pas valable pour tous les traités, mais seulement les traités communautaires et pour la Convention européenne des droits de l'homme[réf. nécessaire].

##### Droit de l’Union européenne
Cette position vient d'une interprétation particulière de l'article 54 de la Constitution du 4 octobre 1958 qui affirme que « si le Conseil constitutionnel (…) a déclaré qu’un engagement international comporte une clause contraire à la Constitution, l’autorisation de ratifier ou d’approuver l’engagement international en cause ne peut intervenir qu’après la révision de la Constitution ».
On peut interpréter cette phrase de deux manières. Le Conseil constitutionnel met l'accent sur le fait que l’autorisation de ratifier ou d’approuver l’engagement ne peut intervenir qu'après la révision de la Constitution : il ne peut donc y avoir d'autorisation s'il y a incompatibilité.
Ceux qui sont, au contraire, pour la supériorité des traités sur la Constitution, mettent l'accent sur le fait que c'est la Constitution qui est modifiée (donc qui se soumet) en cas d'incompatibilité, et non pas le traité.
De plus, la Constitution prévoit seulement, en son article 55, que « les traités ou accords régulièrement ratifiés ou approuvés ont, dès leur publication, une autorité supérieure à celle des lois, sous réserve, pour chaque accord ou traité, de son application par l’autre partie ». La Constitution ne précise donc pas si les traités sont supérieurs ou inférieurs à la Constitution.

##### Droits de l'homme européens
La Cour EDH exclut de l'article 6 de la convention l'activité du Conseil en matière électorale car les droits politiques en cause n'entrent pas dans le champ de l'application de l'article (ce ne sont pas des droits civils).
Arrêt Zielinski de 1999 : le Conseil constitutionnel juge conforme à la constitution par la décision no 93-322 DC du 13 janvier 1994 une loi concernant une indemnité. La Cour européenne des droits de l'homme juge en octobre 1999 cette loi contraire à l'article 6 paragraphe 1 de la Convention européenne des droits de l'homme relatif au droit à un procès équitable. Le Conseil constitutionnel se range à l'avis européen et par la décision 99-422 DC du 21 décembre 1999 juge la loi en question non conforme à la Constitution.

## Critiques
Le Conseil constitutionnel est reconnu par la majorité des juristes comme un progrès pour mieux garantir l'existence de l'État de droit en France. Cependant, il est critiqué par certains constitutionnalistes, particulièrement dans le cadre du contrôle de constitutionnalité des lois qu'il est chargé d'effectuer. Contrairement à d'autres juridictions compétentes en matière constitutionnelle telles que la Cour suprême des États-Unis, le Conseil constitutionnel français ne se situe au sommet d'aucune hiérarchie de tribunaux, ni judiciaires ni administratifs. Ces deux hiérarchies sont dominées respectivement par la Cour de cassation (ordre judiciaire) et le Conseil d'État (ordre administratif). Ses décisions s'imposent toutefois, sans aucune possibilité de recours à un niveau supérieur, « aux pouvoirs publics et à toutes les autorités administratives et juridictionnelles ». Le Conseil constitutionnel français a donc une grande autorité sur l'ensemble des institutions françaises, mais cette autorité est théoriquement limitée au champ du contrôle de constitutionnalité.
Tout en s'adaptant aux alternances politiques et en tenant compte de la construction européenne, le Conseil constitutionnel s'est progressivement transformé en une véritable place de juridiction, étant notamment inspiré par la jurisprudence administrative.[réf. nécessaire]
Le Conseil constitutionnel est une exception européenne. L'ensemble des juridictions constitutionnelles européennes sont des cours constitutionnelles, dont l'impartialité est moins sujette à caution qu'en France. Les modèles des Cours constitutionnelles sont pour la plupart différents de celui du conseil constitutionnel français.

### Compétence juridique des membres
Aucune condition de compétence juridique des membres du Conseil constitutionnel n'existe,. La France est ainsi l'exception en Europe, puisque, dans les autres pays, à l'exception de la Belgique, il est nécessaire d'avoir, selon les termes du publiciste Patrick Wachsmann, « une compétence juridique de haut niveau » pour être juge constitutionnel. Dans divers pays européens, par exemple, les qualités exigées sont plus drastiques : en Allemagne, les juges doivent être titulaires du diplôme de droit, attribué à la suite de la réussite du deuxième examen d'État ; en Italie, il est exigé des juges constitutionnels qu'ils soient magistrats des juridictions supérieures, professeurs de droit ou avocats exerçant depuis au moins vingt ans ; en Espagne, l'article 159, §2 de la Constitution de 1978 dispose que les membres du Tribunal constitutionnel doivent être magistrats, procureurs, professeurs d'université, fonctionnaires publics ou avocats et exercer leur profession depuis plus de quinze années. Des conditions de moralité sont ajoutées par d'autres Constitutions – notamment, la Constitution bulgare de 1991, la loi constitutionnelle fédérale de 1994 sur la Cour constitutionnelle de la fédération de Russie et les Constitutions lituanienne et tchèque de 1992 – la loi constitutionnelle fédérale russe exigeant en outre une condition d'âge (quarante ans).
La majorité des juges constitutionnels français actuels ne possèdent pas de compétences juridiques. En effet, rien n'empêche, au vu des textes juridiques actuellement en vigueur, qu'une personnalité n'ayant pas de compétences juridiques en devienne membre.
La question de la compétence est posée néanmoins régulièrement. En février 1965, la nomination de Gaston Palewski, dont la formation académique était avant tout littéraire, à la tête du Conseil constitutionnel est accueillie « par les plus aimables comme un pis-aller » et « fait grincer les dents de certains juristes ».
En 2025, sur les neuf membres tous sont des personnalités politiques, dont quatre d'anciens magistrats ou avocats. Pour Philippe Blacher et Wanda Mastor, la composition plus politique que judiciaire du conseil nuit à sa crédibilité et à sa légitimité. En 2010, Dominique Rousseau partageait le même constat. Il en est de même pour Jérôme Roux, professeur de droit public à l'université de Montpellier, qui estime que « les personnalités politiques qui siègent au Conseil constitutionnel ne satisfont pas aux critères de compétence juridique hors pair et d'impartialité ».
Lauréline Fontaine, professeure de droit public et constitutionnel, rapporte les propos d'un ancien conseiller qui reconnaît que le Conseil « vit dans un climat de pauvreté intellectuelle » et estime que les membres du Conseil constitutionnel manquent de compétences et d'expérience dans le domaine de la discussion juridique d'où « une idée particulièrement minimaliste qu'ils se font du travail de la justice constitutionnelle ».

### Formation des membres

#### Anciens membres
- Jean-Louis Debré, Guy Canivet (ancien Premier président de la Cour de cassation) et Jacqueline de Guillenchmidt sont d'anciens magistrats de l'ordre judiciaire.
- Valéry Giscard d'Estaing, Pierre Steinmetz, Pierre Joxe, Olivier Dutheillet de Lamothe, Renaud Denoix de Saint Marc et Jacques Chirac sont énarques.
- Jean-Louis Pezant est diplômé de Sciences Po.
- Au contraire, Dominique Schnapper est docteure en sociologie, directrice d'études de l'École des hautes études en sciences sociales.
- Laurent Fabius a fait la section « service public » de Sciences Po. Il fait ensuite toute sa carrière dans la politique.
- Michel Pinault a une licence de droit. Il a siégé au Conseil d'État de 1976 à 1992 et de 2004 à 2008[152].
- Corinne Luquiens a eu un DESS de droit en 1975 puis a fait sa carrière comme haute fonctionnaire dans le corps des Administrateurs des services de l'Assemblée nationale.

#### Membres actuels
- Jacques Mézard, avocat et homme politique, membre du MR, proposé par Emmanuel Macron, président de la République
- François Pillet, avocat et homme politique, apparenté LR, proposé par Gérard Larcher, président du Sénat
- Alain Juppé, inspecteur des finances et homme politique, membre de LR, proposé par Richard Ferrand, président de l'Assemblée nationale.
- Jacqueline Gourault, enseignante d'histoire-géographie et femme politique, membre du MoDem, proposée par Emmanuel Macron, président de la République
- François Seners, haut fonctionnaire ayant notamment été conseiller au Conseil d'État, proposé par Gérard Larcher, président du Sénat
- Véronique Malbec, magistrate, proposée par Richard Ferrand, président de l'Assemblée nationale.
- Laurence Vichnievsky, magistrate et femme politique, membre du MoDem, proposée par Yaël Braun-Pivet, présidente de l'Assemblée nationale
- Philippe Bas, haut fonctionnaire et homme politique, membre de LR, proposé par Gérard Larcher, président du Sénat
- Richard Ferrand, dirigeant d'entreprise et homme politique, membre de Renaissance, proposé par Emmanuel Macron, président de la République

### Nomination des membres
La nomination des membres a été utilisée très tôt comme un moyen d'intégrer le Conseil constitutionnel aux rouages du calcul politique. En 1974, quand Alain Poher nomme Gaston Monnerville au Conseil constitutionnel, François Goguel, autre membre du Conseil constitutionnel, ne cache pas la répulsion que lui inspire ce choix. Il estime que la décision d'Alain Poher ne pouvait être interprétée que « comme liée à son désir d’obtenir en octobre prochain, pour le renouvellement de son mandat, le soutien des radicaux de gauches et des socialistes ».
Marine Le Pen estime en 2019 que la nomination d'Alain Juppé était une « récompense » pour son soutien à Emmanuel Macron.
En 2019, la nomination de Jacques Mézard se fait sur des critères politiques.
Les propositions de nomination de mars 2022 sont critiquées pour leur proximité politique avec les personnes chargées de leur nomination,,. C'est ainsi qu'Emmanuel Macron nomme sa ministre Jacqueline Gourault, Gérard Larcher nomme son ancien directeur de cabinet François Seners et Richard Ferrand nomme Véronique Malbec, la magistrate liée au classement sans suite de l'enquête le visant dans l'affaire des Mutuelles de Bretagne.
Lauréline Fontaine rapporte que le Conseil est « presque exclusivement composé de personnalités politiques habituées, souvent depuis des décennies, à l’exercice du pouvoir ».

### Place du service juridique du Conseil
Le Conseil constitutionnel, comme l'ensemble des cours constitutionnelles européennes, est assisté d'un service juridique, composé de trois personnes : un magistrat judiciaire (spécialisé en droit privé et en droit pénal), un magistrat administratif (spécialisé en droit administratif, droit fiscal, droit électoral, droit de l'environnement…), un administrateur de l'Assemblée nationale (spécialisé en droit parlementaire, budgétaire et financier). Travaillant sous l'autorité du secrétaire général du Conseil constitutionnel, ce service juridique est lui-même assisté d'un service de documentation, et reçoit l'aide de stagiaires.
Dans la plupart des autres cours constitutionnelles, les juges constitutionnels peuvent avoir, à leur disposition, deux à six collaborateurs qui leur sont propres. De plus, les conseillers sont, en France, le plus souvent, issus du monde politique et non juridique.
Les conseillers ne disposent pas d’assistant, contrairement aux parlementaires et aux juges de la plupart des cours constitutionnelles, et leur service juridique est très limité. Le rapport entre les moyens du Conseil constitutionnel, une soixantaine de personnes (moins que le service juridique d’une grande entreprise) et ceux de la Cour constitutionnelle allemande de Karlsruhe, mille cinq cents, est ainsi de l’ordre de 1 à 30.
À l'origine, le service juridique du Conseil est à la disposition du rapporteur, c'est-à-dire d'un membre du Conseil constitutionnel désigné par son président pour diriger l'instruction du « procès » constitutionnel. Le service juridique peut dans un premier temps s'exprimer sur les décisions à venir avec une certaine indépendance ; cependant, il est tenu à une exigence de loyauté au rapporteur : il doit obligatoirement suivre ses directives. Ce service a pour mission de fournir une assistance technique aux membres du Conseil. Les membres du service juridique assistent aux séances du Conseil constitutionnel et établissent le procès-verbal des débats. Ces procès-verbaux ne sont pas publiés, puisqu'il n'y a pas de possibilité pour les juges constitutionnels d'émettre une opinion personnelle distincte de celle qu'a prise l'ensemble de la juridiction. Les services juridiques participent à l'élaboration de la décision, notamment par la rédaction d'un avant-projet de décision, soumis au rapporteur, qui peut décider de la suite à y donner. Cet avant-projet sera ensuite soumis au Conseil. La décision pourrait donc être considérée comme déjà prise avant l'ouverture de la séance plénière. Toutefois, les juges constitutionnels ont eu connaissance de toutes les actions du rapporteur, par les services juridiques, et le débat a ainsi pu avoir lieu avant cette séance plénière.[réf. nécessaire]
Toutefois, le contrôle de constitutionnalité, et particulièrement en ce qui concerne le contrôle des libertés fondamentales, est spécifique en ce qu'il s'agit essentiellement d'un contrôle de bon sens, par rapport à une norme textuelle relativement réduite. Le contrôle juridique stricto sensu peut, selon cette réflexion, être secondaire par rapport à un contrôle simplement humain, faisant plus appel à l'intime conviction du juge constitutionnel.[réf. nécessaire]

### Délai des décisions
Le Conseil dispose de délais très courts pour se prononcer, trois mois pour une question prioritaire de constitutionnalité, un mois, délai réduit à dix jours si le Gouvernement le demande, pour un texte de loi qui vient d’être adopté. En comparaison, le Tribunal constitutionnel espagnol ou la Cour constitutionnelle allemande n’ont pas de délai imposé.

### Motivations des décisions
Les motivations des décisions du Conseil sont sommaires, exposées sur le ton de l’évidence, en comparaison, par exemple, avec celles de la Cour constitutionnelle allemande qui développent un raisonnement sur des données historiques, politiques et sociétales en publiant à la suite de l’arrêt les opinions contraires d’un juge en accord avec la décision et, dans 7 à 8 % des décisions, celle d’un juge en désaccord. Les décisions du Conseil ne peuvent parfois être comprises sans recours au commentaire autorisé dont elles sont accompagnées.
Le plus souvent, lorsque le gouvernement affirme soutenir l'intérêt général, le Conseil constitutionnel considère que celui-ci est défini par le législateur sans remise en question.

### Impartialité
Qualité nécessaire d'une juridiction, l'impartialité du Conseil constitutionnel est l'objet d'un débat des constitutionnalistes, en ce qui concerne le modèle du Conseil constitutionnel, par opposition aux cours constitutionnelles européennes. Ainsi, dans son contrôle traditionnel et a priori, le Conseil constitutionnel n'est pas soumis à l'article 6 de la CEDH sur le droit à un procès équitable devant les juridictions.[réf. nécessaire]

#### Impartialité des juges
Le problème de l'impartialité des juges se pose régulièrement puisqu'ils sont nommés par les plus hautes autorités de l'État (président de la République, président de l'Assemblée nationale et président du Sénat).
L'un des plus grands détracteurs est François Mitterrand, qui décria souvent la Ve République lorsqu'il fut dans l'opposition. Il surnomma le Conseil constitutionnel, dans son ouvrage Le Coup d'État permanent, « cour suprême du musée Grévin, le plus docile des corps dociles du général de Gaulle ». Il faisait surtout référence au premier président du Conseil, Léon Noël, très proche de Charles de Gaulle,. Le programme commun de la gauche des années 1970 qu'il défendait proposait une grande réorganisation du Conseil. Le projet aurait été de renommer le Conseil comme « Cour suprême » et d'avoir une désignation de ses membres assez diversifiée : trois membres seraient désignés par l'Assemblée nationale à la proportionnelle (deux membres pour la majorité, un pour l'opposition), idem pour le Sénat, un membre désigné par le président de la République et deux membres désignés par le Conseil supérieur de la magistrature. Mediapart fit remarquer, en 2011, que François Mitterrand « oublia » ces reproches lorsqu'il nomma président du Conseil constitutionnel, en 1986, Robert Badinter, l’un de ses plus fervents collaborateurs.
Ces personnalités nommées le sont souvent à la suite d'une carrière politique notoire. C'est notamment le cas de Simone Veil (ministre de la Santé, présidente du Parlement européen, ministre d'État, ministre des Affaires sociales, de la Santé et de la Ville), de Pierre Joxe (ministre de l'Industrie, président du groupe socialiste à l'Assemblée nationale, ministre de l'Intérieur et de la Décentralisation, ministre de l'Intérieur, ministre de la Défense) et des anciens Premiers ministres Laurent Fabius, Lionel Jospin et Alain Juppé. La critique porte aussi sur le fait que les anciens présidents de la République sont membres de droit, sans procédure de sélection. Par comparaison, au sein de la Cour constitutionnelle autrichienne et du Tribunal constitutionnel fédéral allemand, les juges doivent être recrutés parmi les juristes. Toutefois, il existe en France, pour les QPC, une procédure de récusation des membres. De plus, le caractère non renouvelable du mandat et son incompatibilité avec toute fonction élective ou toute autre activité professionnelle assurent une certaine indépendance.
La professeure de droit public Lauréline Fontaine remarque que les membres du Conseil sont presque tous issus du gouvernement ou du parlement. Ils jugent des textes écrits par des connaissances de longue date. De plus, dans son fonctionnement, le Conseil écoute les arguments du gouvernement sans les remettre en question. Les moyens du Conseil sont faibles par rapport à ceux des cours constitutionnelles ou suprêmes d'autres pays,.
Dans l’arrêt Mc Gonnell contre Royaume Uni du 8 février 2000, la Cour européenne des droits de l’homme a indiqué que « toute participation directe à l’adoption de textes législatifs ou réglementaires peut suffire à jeter le doute sur l’impartialité judiciaire d’une personne amenée ultérieurement à trancher un différend sur le point de savoir s’il existe des motifs justifiant qu’on s’écarte des textes législatifs ou réglementaires en question ». La Cour reconnaît cependant la spécificité de la justice constitutionnelle mais le cas de juges du Conseil constitutionnel pouvant être considérés comme ayant un lien avec la loi est particulièrement fréquent. À titre d’exemple, lors de la décision du 16 septembre 2010, cinq membres de la Cour sur neuf, avaient un lien avec la loi : les anciens sénateurs Michel Charasse et Hubert Haenel qui avaient voté contre – et pour la loi sur la sécurité intérieure incluant la question des fichiers génétiques – l’ancien député Jacques Barrot qui avait voté cette loi sous la présidence de l’Assemblée nationale par Jean-Louis Debré et Pierre Steinmetz qui avait participé à la rédaction de la loi comme directeur du cabinet de Jean-Pierre Raffarin, Premier ministre.

#### Conflits d'intérêts
Les justiciables doivent pouvoir demander la récusation de juges qui n’offriraient pas les garanties d’impartialité suffisantes. La récusation est en général examinée par la juridiction qui décide en dernier lieu.
Le mécanisme de la récusation a été introduit avec la question prioritaire de constitutionnalité en 2008. Seule une dizaine de demandes de récusation ont été déposées dont aucune n’a été acceptée, aucune de ces décisions de rejet n’ayant été motivée. Le conseiller visé n’a cependant pas pris part à la délibération.
Par ailleurs, le règlement du Conseil constitutionnel en matière de question prioritaire de constitutionnalité dispose que « le seul fait qu'un membre du Conseil constitutionnel a participé à l'élaboration de la disposition législative faisant l'objet de la question de constitutionnalité ne constitue pas en lui-même une cause de récusation », disposition jugée aberrante au regard du droit comparé et potentiellement inconstitutionnelle et inconventionnelle par Alain Supiot et la constitutionnaliste Lauréline Fontaine.
D’un autre côté, les juges doivent pouvoir décider eux-mêmes de se déporter, c'est-à-dire de ne pas siéger, au cas où ils estimeraient être en conflit d’intérêts. Les décisions de déport, relativement rares de 1958 à 2010, une vingtaine de cas, sont plus nombreuses depuis 2010, plus de soixante-dix, en majorité de conseillers qui avaient fait partie d’un gouvernement ou qui étaient parlementaires. Les déports n'étaient connus qu’après la décision et non indiqués comme tels. On ignorait donc si un juge était absent ou s’il s’était déporté. Toutefois, en juillet 2023, le Conseil indiqua dans une de ses décisions qu'un des membres du Conseil avait décidé de ne pas siéger,. Il s'agit d'une évolution de la « pratique concernant l’information relative au déport ou au traitement des demandes de récusation de tel ou tel membre du Collège. Afin que la transparence sur ces sujets soit pleinement effective, le déport des membres fera désormais l’objet d’une mention dans les visas mêmes de la décision, comme c’est le cas ici (affaire 2023-1058 QPC) par l’indication selon laquelle Mme MALBEC a estimé devoir s’abstenir de siéger dans le présent dossier ». Cette évolution dépasse donc le cas de telle ou telle décision mais a été conçue comme pérenne.
Or, dans la plupart des cas, un juge ne s’est pas déporté dans une situation de conflit d’intérêt, par exemple, lors de l'examen de la loi de financement de la sécurité sociale pour 2017 (décision du 22 décembre 2016) ou au cours de la délibération concernant la constitutionnalité de la loi instaurant le pass vaccinal (décision du 5 août 2021).
En 2023, le comité d'Aarhus de l'ONU, chargé de faire respecter la convention d'Aarhus, décide d'étudier un recours contre une décision du Conseil constitutionnel en matière d'environnement, deux des membres, Jacques Mézard et Jacqueline Gourault, anciens membres du gouvernement, étant accusés d'être « juge et partie ».

#### Lobbying et défense des intérêts économiques sur les intérêts sociaux
Selon le magazine Marianne, le Conseil constitutionnel est sous l'influence de plusieurs groupes d'intérêt, et ce d'une manière non transparente. En particulier, la procédure dite des « portes étroites », par laquelle des lobbies peuvent remettre aux conseillers des documents, fait l'objet de critiques,. L'association les Amis de la Terre dépose en 2018 un recours afin d’« encadrer la pratique des contributions extérieures au sein du Conseil constitutionnel »,.
Lauréline Fontaine note que le Conseil constitutionnel n'a jamais consacré le principe de la « République sociale » pourtant présent dans l'article premier de la Constitution de la Cinquième République française, mais a au contraire privilégié la liberté d'entreprendre face aux politiques sociales.
Dans un rapport, Les Sages sous influence ? publié par Les Amis de la Terre - France et l'Observatoire des multinationales, les ONG remarquent un travail de lobbying efficace auprès du Conseil constitutionnel et du Conseil d'État, permettant de censurer des politiques économiques ou sociales au nom de la liberté des entreprises.

#### Neutralité dans le débat politique public
Les membres du Conseil constitutionnel sont tenus à une prestation de serment. Ils jurent en effet, devant le président de la République, de « bien et fidèlement remplir leurs fonctions, de les exercer en toute impartialité dans le respect de la Constitution ».
Pourtant, seuls les membres nommés sont tenus à cette prestation de serment, et non les membres de droit, c'est-à-dire les anciens présidents de la République. Valéry Giscard d'Estaing, ainsi, s'est déjà exprimé publiquement sur de nombreuses matières intéressant le Conseil constitutionnel au plus haut point. Le Conseil constitutionnel confirma dans la décision no 84-983 AN du 7 novembre 1984 qu'à l'exception de la prestation de serment, les membres de droit sont soumis aux mêmes obligations.
Au demeurant, même dans l'hypothèse d'un membre nommé par les plus hautes autorités de l'État, une simple « mise en congé » du Conseil constitutionnel peut ainsi permettre, temporairement, de ne plus lier les membres du Conseil à leur serment. C'est ainsi ce qu'a réalisé Simone Veil lorsqu'elle a fait campagne en faveur du « oui » au référendum relatif au traité établissant une Constitution pour l'Europe, alors même que le Conseil statue pour le contrôle des opérations référendaires, en tant que juge des élections politiques nationales. Le terme de « mise en congé » est ici sans fondement juridique : aucune disposition constitutionnelle, législative ou réglementaire ne l'autorise. La seule hypothèse légale pour un membre du Conseil constitutionnel de ne plus être lié par sa prestation de serment, et, ainsi, de pouvoir participer au débat politique public, se trouve dans la démission de ce membre, avec l'accord du président du Conseil constitutionnel.
Les membres du Conseil ont une activité publique remettant en cause leur indépendance : Laurent Fabius est par exemple référent sur l'environnement pour l'ONU, donc invité à avoir une activité politique. Il rencontre en 2023 la Première ministre et discute publiquement de la possible inconstitutionnalité d'une loi qui n'est pas encore adoptée. Jean-Louis Debré a reconnu avoir déjeuné avec des représentants du MEDEF alors qu'il était président du Conseil et avoir discuté avec eux de ses décisions.
En mai 2024, Laurent Fabius souhaite interdire un colloque d'avocats qui critique l'indépendance du Conseil. Il demande au bâtonnier de Paris d'intervenir, sans succès.

#### Impartialité du rapporteur
L'ordonnance organique du 7 novembre 1958 prévoit qu'un membre du Conseil constitutionnel présente un rapport au Conseil sur l'appréciation de la conformité de la loi déférée à la Constitution. Ce rapporteur est désigné par le président du Conseil constitutionnel.
Cependant, les services juridiques du Conseil établissent antérieurement le « risque de saisine », notamment parlementaire, et peuvent alors préparer le travail d'analyse juridique des textes avant que cette saisine soit effective. En effet, le Conseil constitutionnel dispose de peu de temps pour faire un « procès » constitutionnel : entre 8 jours et 1 mois, mais 13 jours en moyenne. L'analyse du texte de loi et des griefs d'inconstitutionnalité invocables a donc déjà commencé avant la saisine, et le rapporteur peut donc être désigné de façon officieuse avant la saisine.
Le rapporteur joue un rôle prépondérant dans la procédure : il a la responsabilité de l'instruction. Il rédige, avec l'aide des services juridiques, un avant-projet de décision. Son orientation personnelle influence donc directement la décision du Conseil constitutionnel. Il se doit donc d'être particulièrement impartial.[réf. nécessaire]
Afin de permettre cette impartialité, le nom du rapporteur est toujours secret. L'argument invoqué est que ce secret permet au rapporteur d'éviter les « pressions » pendant l'instruction, qui dure pendant quelques semaines. Il découle de ce principe qu'aucun procès-verbal, qu'aucune pièce d'instruction ne peut être rendue publique. Seules la saisine, les observations du gouvernement et les éventuelles répliques sont publiées au Journal officiel, lors de la publication de la loi déférée, conjointement avec celle de la décision du Conseil. Toutefois, il est prévu, dans la procédure, que le rapporteur rencontre le secrétaire général du gouvernement : l'absence de procès-verbal public ne rend pas inconcevable des « pressions ».[réf. nécessaire]

### Sécurité juridique
Aux termes de l'article 62 de la Constitution : « Une disposition déclarée inconstitutionnelle ne peut être promulguée ni mise en application. – Les décisions du Conseil Constitutionnel ne sont susceptibles d'aucun recours. Elles s'imposent aux pouvoirs publics et à toutes les autorités administratives et juridictionnelles. »
Cela signifie que le dispositif des décisions du Conseil constitutionnel, les réserves d'interprétation qui y sont incorporées ainsi que les motifs qui sont le soutien du dispositif ont un effet erga omnes, à l'exception du constituant.

#### Sécurité juridique et procédure
Le Conseil constitutionnel s'est doté d'un règlement intérieur concernant son activité en matière électorale et référendaire, ainsi qu'en tant que juge de la constitutionnalité de la loi a posteriori par la question prioritaire de constitutionnalité. Le Conseil constitutionnel se dote en 2022 d'un règlement en matière de contrôle de constitutionnalité a priori des lois.
Depuis les années 1980, le Conseil constitutionnel accepte de se voir remettre des « portes étroites », c'est-à-dire des mémoires issus du secteur privé ou associatif, destinés à le convaincre d'invalider une disposition législative. Les « portes étroites » ne sont pas rendues publiques si leurs auteurs ne décident pas eux-mêmes de les diffuser, et ne font pas l'objet d'une communication au secrétariat général du gouvernement (SGG) comme c'est le cas du contenu de la saisine des parlementaires, ce qui permet aux juristes du SGG de répondre aux griefs soulevés. Une enquête de Mediapart publiée en octobre 2015, relève leur augmentation. 47 « portes étroites » ont été déposées en 2014 ; 21 lors de l'été 2015, sur la loi relative au renseignement ; puis 24 sur la loi Macron (chiffres communiqués par Jean-Louis Debré). Selon Mediapart, « certains membres jugent nécessaire de les réglementer, au nom de la transparence et du respect du contradictoire ». Pour Olivier Dutheillet de Lamothe, ancien membre du Conseil constitutionnel, les « portes étroites » viennent compenser « un climat d’une grande pauvreté intellectuelle » concernant « le contrôle a priori du Conseil constitutionnel ». La pratique du Conseil évolue toutefois : à compter de 2017, le Conseil rend publique la liste des contributions extérieures, ; les « portes étroites » qui lui sont soumises, dans le cadre du contrôle du contrôle de constitutionnalité, a priori, deviennent publiques, à compter de mai 2019,,,,. À compter de 2022, le Conseil constitutionnel se dote d'un règlement en matière de saisine a priori disposant que les « portes étroites » sont publiées sur le site Internet du Conseil, le jour où il rend sa décision.

#### Sécurité juridique et normes de référence
Le Conseil constitutionnel a mis un certain temps avant de stabiliser sa compétence, en ce qui concerne les normes qu’il doit faire respecter. En 1958, le Conseil constitutionnel concevait la Constitution de 1958 comme le seul texte de la Constitution. En 1971, il y a ajouté le préambule de la Constitution de la Quatrième République du 27 octobre 1946 et les principes fondamentaux reconnus par les lois de la République. En 1973, il a déterminé la composition d'un bloc de constitutionnalité en y ajoutant la déclaration des droits de l'homme et du citoyen de 1789, ce qui aux yeux de certains[Qui ?] constitue une véritable révision constitutionnelle[réf. nécessaire] ; toutefois, en 1975, il exclut de sa compétence le contrôle de la conformité des lois aux traités internationaux,.
Le Conseil constitutionnel s'estime incompétent pour contrôler une norme de valeur constitutionnelle : il l'a jugé clairement à l'occasion d'une saisine portant sur la loi constitutionnelle du 28 mars 2003, dans la décision 469 DC du 26 mars 2003,. Cette jurisprudence condamne toute idée de supraconstitutionnalité et tranche avec l'ambiguïté qui caractérisait sa position antérieure (décision no 92-312 DC).
Plus récemment, le 28 avril 2005, le Conseil a admis dans les normes de référence dont il est chargé de contrôler le respect la Charte de l'environnement. Antérieurement, en 2004, à l’occasion de la saisine relative à la loi pour la confiance dans l'économie numérique, le Conseil constitutionnel a assuré qu'il ne censurerait la loi, transposant une directive européenne inconditionnelle et précise, qu'en cas de contrariété manifeste avec une disposition expresse de la Constitution.[réf. nécessaire]
Le Conseil constitutionnel, comme tout juge, doit interpréter lui-même ses compétences et leur étendue, et seule une disposition de valeur constitutionnelle pourrait limiter cette liberté. Bien plus, le Conseil n'était, à l'origine, guère conçu comme une cour constitutionnelle : l'élaboration de la Constitution de 1958 a montré qu'il s'agissait avant tout pour lui de faire respecter la procédure législative. La décision Liberté d'association de 1971 a ainsi fait couler beaucoup d'encre, puisque le Conseil reconnaissait, pour la première fois dans l'histoire constitutionnelle française, une normativité réelle à la Déclaration de 1789, appréhendée à l'origine plutôt comme une déclaration historique et symbolique sans portée juridique. Partant, il se donnait un puissant moyen d'encadrer les éventuelles restrictions de ces droits par le législateur. La Déclaration de 1789 et le préambule de la Constitution de 1946 sont expressément inscrits, avec la Charte de l'environnement de 2004, dans le préambule de la Constitution de 1958.[réf. nécessaire]

### Décisions controversées
En 1995, le Conseil constitutionnel valide les comptes de campagne d'Édouard Balladur pour l'élection présidentielle, alors que ses propres rapporteurs avaient recommandé de rejeter ces comptes,. La régularité des comptes du président élu, Jacques Chirac, est également remise en cause, notamment par Roland Dumas, président du Conseil constitutionnel à cette époque. En 2020, après avoir consulté les archives de l’institution, la cellule investigation de Radio France affirme que « les conseillers ont bafoué le droit pour valider le financement manifestement irrégulier des campagnes de Jacques Chirac et d’Édouard Balladur ».
Après la validation de l'essentiel de la loi relative au renseignement en 2015, le chef du service société du Monde, Franck Johannès, analyse que le Conseil constitutionnel s'est surtout montré soucieux de la forme juridique, appréciant par exemple le recueil des données de connexion comme moins intrusif que la consultation du contenu des communications, à rebours de la vision de la Cour de justice de l'Union européenne. Franck Johannès conclut que « le Conseil se limite à un juridisme pointilleux, quand la Cour de cassation et le Conseil d’État rivalisent de zèle pour se conformer à la jurisprudence européenne, infiniment plus progressiste » ; selon lui, cette façon de procéder néglige le contrôle de conventionnalité et s'écarte du rôle de gardien des libertés que joue la Cour suprême des États-Unis.
En 2023, dans le cadre de l'examen du projet de loi de réforme des retraites par le Conseil constitutionnel, de nombreuses critiques de l'institution sont formulées par des médias avant et après sa décision de validation du 14 avril, notamment sur son caractère impartial et sur sa compétence juridique,,.
À la suite de la censure d'une part importante des articles de la loi du 26 janvier 2024 pour contrôler l'immigration, améliorer l'intégration, les partis LR et RN critiquent fortement la décision du Conseil constitutionnel. Pour Benjamin Fargeaud, professeur de droit public à l’université de Lorraine, la lutte contre les cavaliers législatifs du conseil est « révélatrice d’une jurisprudence excessivement formaliste et aveugle aux compromis institutionnels ». Pour Samy Benzina, professeur de droit public à l’université de Poitiers, le choix des cavaliers législatifs à censurer « est bien plus le résultat d’une appréciation subjective et discrétionnaire que d’une formule appliquée mécaniquement ».
En mars 2024, l'ouverture des archives après 25 ans permet de révéler que le Conseil a validé en 1998 l'élection de Jean Tiberi malgré de nombreuses fraudes dont l'affaire des faux électeurs du 3e arrondissement de Paris. Le Conseil a également refusé de transmettre les rapports dont il disposait à la juge d'instruction.

### Rémunérations
En 2020, l'Observatoire de l'éthique publique critique la façon dont sont fixées les rémunérations de membres du Conseil constitutionnel. Dans un article du Monde, il est fait état que le problème remonte à 2001, lorsque la loi a imposé que la rémunération des sages soit soumise à l'impôt sur le revenu. Dans le but de maintenir le niveau de rémunération antérieure, la secrétaire d'État au Budget de l'époque a accordé par un simple courrier une « indemnité complémentaire » équivalant à 57 % de la rémunération antérieure. Or, il s'avère que, selon la Constitution, la rémunération doit découler d'une loi organique.
Un rapport de 80 pages réalisé par Marianne Maximi, députée LFI - rapporteure spéciale des crédits « Pouvoirs Publics » et publié sur le site de l’Assemblée nationale, le 17 décembre 2024, précise que le premier poste de dépenses de l’institution porte sur les charges de personnel (9,8 millions prévus en 2025) dont 2,16 millions pour les « neuf Sages ». Cette rémunération est, selon la députée, « opaque », car les membres du Conseil perçoivent « dans la pratique environ 15 000 euros bruts par mois, ce qui ne respecte pas les règles de rémunération fixées par le législateur organique ». Elle révèle également « l’indemnité astronomique » versée à Valéry Giscard d'Estaing lorsqu’il siégeait au Conseil.

## Administration et budget

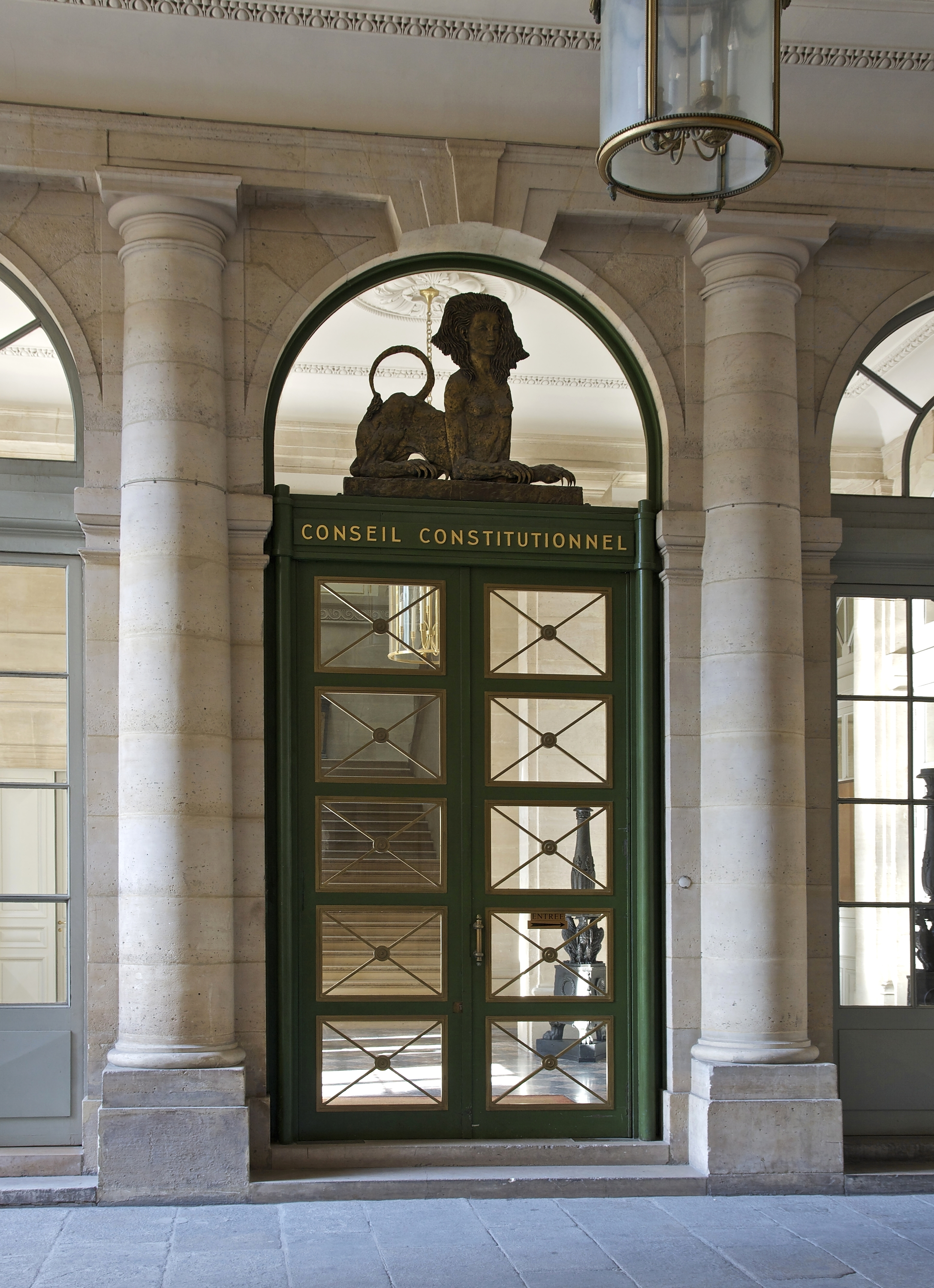
L'entrée principale, sous les arcades du Palais-Royal

Les services administratifs du Conseil constitutionnel sont dirigés par le secrétaire général, nommé par décret du président de la République. Ces services emploient 55 personnes, tous services confondus et comprennent un service juridique composé d'administrateurs de l'Assemblée nationale et du Sénat, de magistrats de l'ordre judiciaire ou administratif, ou d'universitaires, un service administratif et financier, un service de la bibliothèque, de la documentation et de l'informatique, et un service de presse. Les services du Conseil emploient également un chargé de mission et un ou deux stagiaires. Le Conseil comprend un greffe, créé par Olivier Schrameck, et le secrétariat se voit adjoindre une dizaine de rapporteurs issus du Conseil d'État et de la Cour des comptes lorsqu'il statue en matière électorale.

### Secrétaire général du Conseil
Le secrétaire général du Conseil constitutionnel est nommé par décret du président de la République, sur proposition du président du Conseil constitutionnel. Tous les secrétaires généraux, sauf Bernard Poullain (conseiller à la cour de Cassation), sont issus du Conseil d'État « conformément à une tradition lourde de signification ».
Le secrétaire général a pour fonctions de « diriger les services administratifs du Conseil » et de « prendre les mesures nécessaires à la préparation et à l'organisation des travaux du Conseil ». Il fournit les documents préparatoires au conseiller rapporteur d'une décision, assiste au délibéré du Conseil et publie parfois des commentaires dans des revues de droit,,.
| Nom                              | Fonction                          | Date       |
| -------------------------------- | --------------------------------- | ---------- |
| Jacques Boitreaud                | Conseiller d'État                 | 1959-1962  |
| Pierre Aupépin de Lamothe-Dreuzy | Conseiller d'État                 | 1962-1983  |
| Bernard Poullain                 | Conseiller à la Cour de cassation | 1983-1986  |
| Bruno Genevois                   | Conseiller d'État                 | 1986 -1993 |
| Olivier Schrameck                | Conseiller d'État                 | 1993-1997  |
| Jean-Éric Schoettl               | Conseiller d'État                 | 1997-2007  |
| Marc Guillaume                   | Conseiller d'État                 | 2007-2015  |
| Laurent Vallée                   | Conseiller d'État                 | 2015- 2017 |
| Jean Maïa                        | Conseiller d'État                 | 2017- 2025 |
| Aurélie Bretonneau               | Conseillère d'État                | 2025 -     |

### Budget
Le budget du Conseil est inscrit dans la mission « pouvoirs publics », avec la présidence de la République, l’Assemblée nationale, le Sénat et la Cour de justice de la République. Ces cinq institutions ont en effet la particularité de déterminer elles-mêmes les crédits nécessaires à leur fonctionnement. Les crédits alloués au Conseil constitutionnel pour 2019 se sont élevés à 12,5 millions d'euros.

### Rémunération
La rémunération des membres du Conseil constitutionnel est fixée par la loi organique de 1958 ; elle est calquée sur celle du vice-président du Conseil d’État pour le président et sur celle des présidents de section du conseil d’État pour les conseillers. Cette indemnité fut exonérée fiscalement pour moitié dès 1959 par application d’une lettre de Valéry Giscard d’Estaing, secrétaire d’État au budget. Cette exonération sans fondement légal fut supprimée en 2001, à l’initiative de Roland Dumas, par Florence Parly secrétaire au budget et compensée par une augmentation de l’indemnité. En 2022, les conseillers perçoivent une indemnité mensuelle de 6 400 € bruts par application de la loi organique de 1958 et de 8 600 € bruts sans fondement légal.
Une proposition de révision de l’ordonnance de 1958 qui donnerait une base légale à cette rémunération sans en modifier le montant a été déposée le 10 février 2021 par la députée Cécile Untermaier et adoptée par la commission des lois de l'Assemblée nationale. Début 2023, cette proposition n’a pas encore été inscrite en séance publique.

## Siège

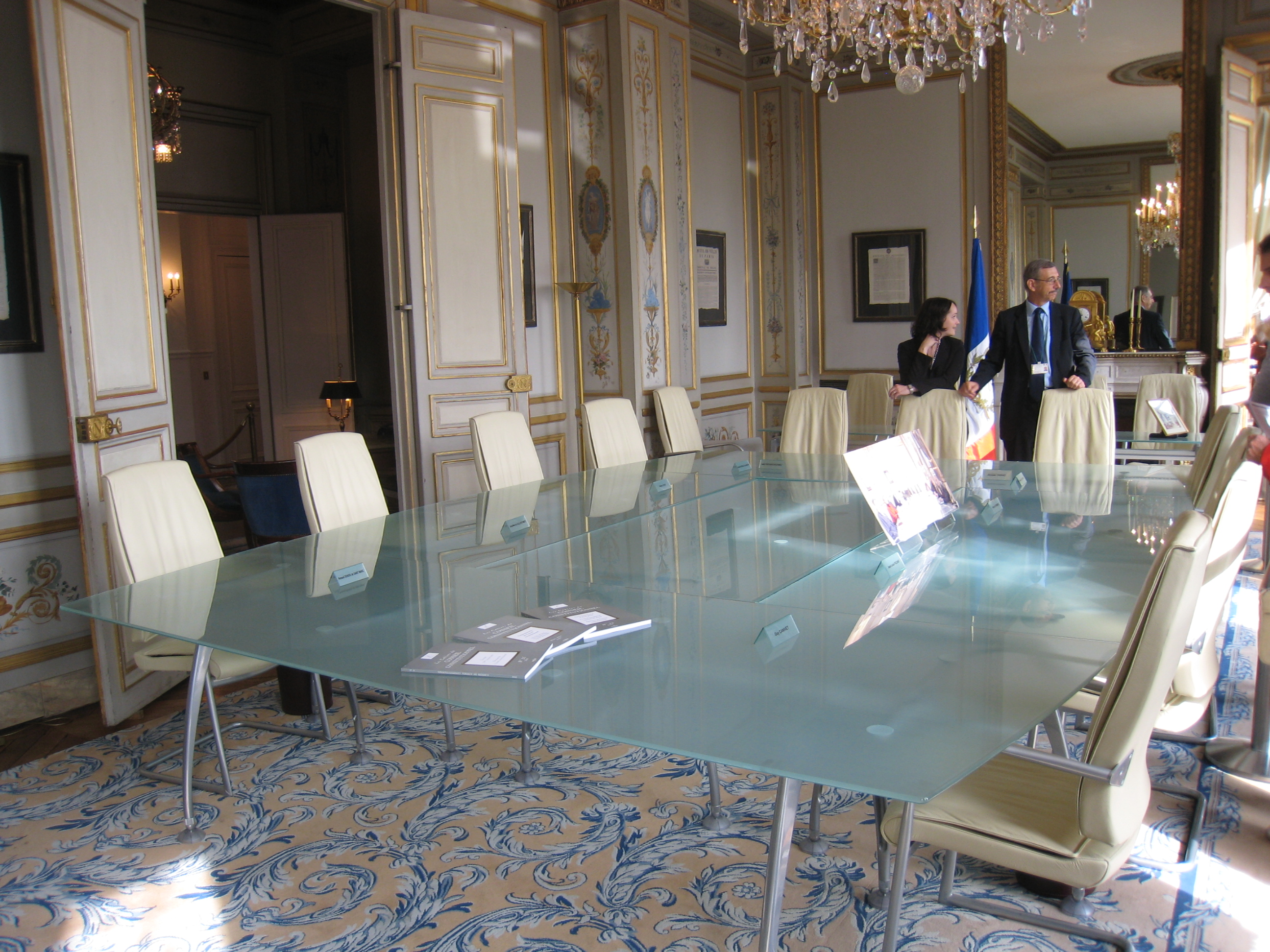
La salle des séances du Conseil constitutionnel.

Dès sa création, le Conseil constitutionnel s'installe au 2, rue de Montpensier, dans le 1er arrondissement de Paris, près du Conseil d'État, dans l'aile Montpensier du Palais-Royal. La salle de délibération du Conseil se situe au premier étage du palais et offre une vue sur la cour. C'est l'ancien salon de travail de Marie-Clotilde de Savoie, épouse de Napoléon-Jérôme Bonaparte, cousin de l'empereur Napoléon III : le couple vécut dans ce bâtiment avec sa famille.
Réalisée en 1972 par Apel·les Fenosa, une statue de sphinx surplombe la porte d'entrée de la salle. Les lieux sont totalement rénovés par Jean-Louis Debré, président du Conseil, à la fin des années 2000. Une grande table en verre sert de table de travail, autour de laquelle siègent les membres placés par ordre protocolaire autour du président du Conseil et des putatifs anciens présidents de la République ; dans un coin de la pièce, le secrétaire général du Conseil « rédige le compte rendu des débats », qui est placé après chaque séance dans un coffre-fort au quatrième étage. Seuls le président du Conseil et les anciens présidents de la République ont leur bureau à cet étage, dit « noble ». La salle d'audience est renommée en 2024 à la mémoire de Robert Badinter.
Depuis 2010 et l'instauration de la question prioritaire de constitutionnalité, il est permis à tout citoyen et à son avocat d'assister à une séance de plaidoirie devant le Conseil. Cette mesure a entraîné une médiatisation nécessaire des séances du Conseil, le président Debré ayant décidé d'installer deux caméras dans la salle (une filmant « les avocats des requérants et les hauts fonctionnaires du secrétariat général du gouvernement qui prennent tour à tour la parole pendant l'audience. La seconde est braquée sur les membres du Conseil ») ; néanmoins, les délibérations restent confidentielles. Au rez-de-chaussée, une salle de 49 places retransmet au public présent la séance par le biais d'un écran ; certaines, considérées comme importantes à la connaissance des citoyens, sont mises en ligne sur le site Internet du Conseil constitutionnel.

## Liste et historique des membres

### Présidents
| No | Portrait                                                           | Identité                       | Période         | Période                   | Durée                      | Nommé par           |
| No | Portrait                                                           | Identité                       | Début           | Fin                       | Durée                      | Nommé par           |
| -- | ------------------------------------------------------------------ | ------------------------------ | --------------- | ------------------------- | -------------------------- | ------------------- |
| 1  | Léon Noël                                                          | Léon Noël (1888 - 1987)        | 5 mars 1959     | 3 mars 1965               | 5 ans, 11 mois et 26 jours | Charles de Gaulle   |
| 2  | Gaston Palewski                                                    | Gaston Palewski (1901 - 1984)  | 4 mars 1965     | 4 mars 1974               | 9 ans                      | Charles de Gaulle   |
| 3  | Roger Frey                                                         | Roger Frey (1913 - 1997)       | 5 mars 1974     | 3 mars 1983               | 8 ans, 11 mois et 26 jours | Georges Pompidou    |
| 4  | Daniel Mayer                                                       | Daniel Mayer (1909 - 1996)     | 4 mars 1983     | 4 mars 1986               | 3 ans                      | François Mitterrand |
| 5  | Robert Badinter, 2013.                                             | Robert Badinter (1928 - 2024)  | 4 mars 1986     | 4 mars 1995               | 9 ans                      | François Mitterrand |
| 6  | Roland Dumas                                                       | Roland Dumas (1922 - 2024)     | 8 mars 1995     | 1er mars 2000 (démission) | 4 ans, 11 mois et 22 jours | François Mitterrand |
| 7  | Yves Guéna, 8 juillet 2012.                                        | Yves Guéna (1922 - 2016)       | 1er mars 2000   | 8 mars 2004               | 4 ans et 7 jours           | Jacques Chirac      |
| 8  | Pas de portrait sous licence libre disponible pour Pierre Mazeaud. | Pierre Mazeaud (né en 1929)    | 27 février 2004 | 3 mars 2007               | 3 ans et 4 jours           | Jacques Chirac      |
| 9  | Jean-Louis Debré                                                   | Jean-Louis Debré (1944 - 2025) | 5 mars 2007     | 4 mars 2016               | 8 ans, 11 mois et 28 jours | Jacques Chirac      |
| 10 | Laurent Fabius en 2017                                             | Laurent Fabius (né en 1946)    | 8 mars 2016     | 7 mars 2025               | 8 ans, 11 mois et 27 jours | François Hollande   |
| 11 | Richard Ferrand                                                    | Richard Ferrand (né en 1962)   |                 | En cours                  |                            | Emmanuel Macron     |

### Membres actuels
| Nom                         | Portrait             | Âge    | Nommé par        | Début mandat | Fin mandat   | En fonction depuis        | Remarque |
| --------------------------- | -------------------- | ------ | ---------------- | ------------ | ------------ | ------------------------- | -------- |
| Richard Ferrand (président) | Richard Ferrand      | 63 ans | Emmanuel Macron  | 8 mars 2025  | 7 mars 2034  | 4 mois et 19 jours        |          |
| Alain Juppé                 | Alain Juppé          | 79 ans | Richard Ferrand  | 11 mars 2019 | 10 mars 2028 | 6 ans, 4 mois et 16 jours |          |
| Jacques Mézard              | Jacques Mézard       | 77 ans | Emmanuel Macron  | 11 mars 2019 | 10 mars 2028 | 6 ans, 4 mois et 16 jours |          |
| François Pillet             | François Pillet      | 75 ans | Gérard Larcher   | 11 mars 2019 | 10 mars 2028 | 6 ans, 4 mois et 16 jours |          |
| Jacqueline Gourault         | Jacqueline Gourault  | 74 ans | Emmanuel Macron  | 14 mars 2022 | 13 mars 2031 | 3 ans, 4 mois et 13 jours |          |
| Véronique Malbec            | Véronique Malbec     | 66 ans | Richard Ferrand  | 14 mars 2022 | 13 mars 2031 | 3 ans, 4 mois et 13 jours |          |
| François Seners             | François Seners      | 67 ans | Gérard Larcher   | 14 mars 2022 | 13 mars 2031 | 3 ans, 4 mois et 13 jours |          |
| Laurence Vichnievsky        | Laurence Vichnievsky | 70 ans | Yaël Braun-Pivet | 8 mars 2025  | 7 mars 2034  | 4 mois et 19 jours        |          |
| Philippe Bas                | Philippe Bas         | 67 ans | Gérard Larcher   | 8 mars 2025  | 7 mars 2034  | 4 mois et 19 jours        |          |

| Nom               | À partir de | N'y siégeant pas depuis |
| ----------------- | ----------- | ----------------------- |
| Nicolas Sarkozy   | 2012        | janvier 2013            |
| François Hollande | 2017        | N'a jamais siégé        |

## Dans la fiction
- La série française Baron noir (2016-2020) produite par Canal+ met en scène le Conseil constitutionnel dans son épisode final (saison 3, épisode 8 – Ahou !). L'ancien premier secrétaire du Parti socialiste et ancien Premier ministre (fictif), Alain Chistera (Patrick Rocca), préside le Conseil tandis que l'ancien président de la République (fictif), Jean-Marc Auzanet (Michel Voïta), y siège. À quelques jours de l'élection présidentielle, la présidente de la République sortante et candidate à sa réélection (fictive), Amélie Dorendeu (Anna Mouglalis) est prise dans une polémique orchestrée par Philippe Rickwaert (Kad Merad) pour faire annuler l'élection et ainsi empêcher l'entrée à l'Élysée d'un candidat antisystème portant le tirage au sort, Christophe Mercier (Frédéric Saurel). Les délibérations du Conseil constitutionnel sont présentées comme longues et houleuses, questionnant à la fois l'interprétation de la Constitution et sa jurisprudence, ainsi que l'interprétation du rôle du Conseil par ses membres. La longueur des délibérations donne lieu à une manifestation organisée par C. Mercier devant le Palais-Royal qui dégénère en affrontements. Après une nuit de délibérations, Alain Chistera annonce finalement l'annulation de l'élection en cours au motif d'empêchement de la candidate Amélie Dorendeu, sur la base de l'article 7 de la Constitution. Le flou entourant le terme d'« empêchement » dans cet article et la jurisprudence est la source des débats entre les membres du Conseil[262]. Comme prévu au même article, le président du Conseil annonce alors le déroulement d'une nouvelle élection présidentielle, 35 jours après cette annonce.

### Annotations
1. ↑  Soit l'ordonnance no 58-1067 du 7 novembre 1958 portant loi organique sur le Conseil constitutionnel, en particulier l'article 4 qui fut modifié à plusieurs reprises, et le décret no 59-1292 du 13 novembre 1959 sur les obligations du Conseil constitutionnel.
2. ↑  Ce rapporteur est, aux termes de l'article 19 de l'ordonnance du 7 novembre 1958, portant loi organique sur le Conseil constitutionnel, un « membre du Conseil ». Toutefois, son nom est secret, et rien n'empêche le Conseil constitutionnel de recourir à des personnes extérieures au Conseil, pour leurs compétences juridiques
3. ↑  Toutefois, si l'on en croit le commentaire autorisé de la décision Avenir de l'école, dans cette décision, le Conseil, saisi en application de l'article 61, s'est fondé sur l'article 37, alinéa 2 pour procéder au « déclassement préventif » de dispositions matériellement réglementaires[66],[67]
4. ↑  En ce qui concerne le contrôle de la constitutionnalité des lois ordinaires uniquement : pour les lois organiques, les résolutions modifiant le règlement de l'une ou l'autre des chambres du Parlement et les propositions de loi proposées dans le cadre de la procédure de référendum d'initiative partagée, la saisine du Conseil constitutionnel est obligatoire.